# ریاست‌جمهوری حسن روحانی
ریاست جمهوری حسن روحانی به سیاست‌ها، عملکردها و مسائل مرتبط با ریاست جمهوری حسن روحانی و دولت یازدهم ایران  و دولت دوازدهم ایران می‌پردازد. پس از دولت وی دیگر مشارکت های انتخاباتی مردم ایران از ۵۰٪ بالاتر نرفت.

## پیش‌زمینه
حسن روحانی دولت یازدهم را در شرایطی از محمود احمدی‌نژاد تحویل گرفت که برای نخستین بار بعد از پایان جنگ ایران و عراق، دو سال پیاپی رشد اقتصادی ایران منفی بود، صادرات نفت ایران به موجب تحریم‌های بین‌المللی بسیار کاهش یافته بود (تقریباً نصف)، عدم توانایی در بازپرداخت ده‌ها میلیون دلار اقساط وام‌های اخذ شده از بانک جهانی که پیش از آغاز به کار دولت یازدهم ۶ ماه به تعویق افتاده است، تورم در ایران شتاب فزآینده‌ای به خود گرفته بود، بسیاری از کارخانه‌ها ورشکست شده بودند و کارگران زیادی بیکار شده بودند، خطر حمله نظامی به ایران از جانب اسرائیل و ایالات متحده آمریکا وجود داشت، روابط با کشورهای همسایه و کشورهای عربی خاورمیانه متشنج شده بود که ناشی از سیاست‌های ناصحیح دولت دهم ایران بود. آیت‌الله ناصر مکارم شیرازی در آبان ۱۳۹۲ در اظهارنظری اعلام کرد مشکلات پیچیده‌ای توسط دولت دهم ایران به وجود آمده که حل کردن آن‌ها توسط دولت یازدهم، کار سختی است و تاکنون دولتی در ایران بر سر کار نیامده که در ابتدای فعالیت خود با چنین مشکلاتی روبرو شده باشد. وی دولت دهم ایران را دولتی توصیف کرد که به جای مشکل زدایی، مسبب ایجاد مشکلات متعدد بوده‌است. علی طیب‌نیا، میزان بدهی‌های دولت یازدهم را در حدود ۲۵۰ هزار میلیارد تومان برآورد کرد که عمده این بدهی، به پیمانکاران طرح‌های عمرانی تعلق دارد. بدین ترتیب، دولت یازدهم، بدهکارترین دولت از زمان پیروزی انقلاب ۱۳۵۷ محسوب می‌شود که میراثی از دولت قبلی برای آن است.
با همه این اوصاف، با انتخاب حسن روحانی از جانب مردم که برخلاف پیش‌بینی بسیاری از سیاستمداران ایران و جهان صورت گرفت، مخالفت مردم ایران با تداوم سیاست‌های دولت دهم آشکار شد. با توجه به حلقه اطرافیان روحانی که افراد سرشناسی همچون علی‌اکبر هاشمی رفسنجانی و سید محمد خاتمی خودنمایی می‌کنند و سابقه فعالیت‌های ریاست‌جمهوری هرکدام از ایشان، این امید در بین کارشناسان ایرانی و خارجی به وجود آمد که دوران جدیدی در زمینه مدیریت سیاسی، اقتصادی و فرهنگی ایران در پیش روی قرار دارد. روحانی در نخستین کنفرانس مطبوعاتی خود نیز نسبت به تغییرات کلان تصمیم‌گیری در دولت جدید نسبت به دولت قبلی نوید داده بود.

## دولت یازدهم
دولت یازدهم جمهوری اسلامی ایران به دولت حسن روحانی معروف به «دولت تدبیر و امید» گفته می‌شود که در نتیجهٔ پیروزی در انتخابات ۲۴ خرداد ۱۳۹۲ در روز ۱۲ مرداد ۱۳۹۲ مورد تنفیذ حکم ریاست‌جمهوری قرار گرفت.
در تاریخ ۱۲ مرداد ۱۳۹۲ حکم ریاست جمهوری حسن روحانی توسط سیدعلی خامنه‌ای رهبر ایران تنفیذ گردید و پس از آن مراسم تحلیف وی در تاریخ ۱۳ مرداد در مجلس شورای اسلامی برگزار شد.
حسن روحانی در انتهای سخنرانی خود در مراسم تحلیف درخواست بررسی و سابقهٔ کاری اعضای کابینهٔ پیشنهادی دولت تدبیر و امید را به ریاست مجلس ارائه داد که پس از آن توسط دبیر مجلس متن نامه و فهرست اعضای کابینه خوانده شد. بعد از جلسات بررسی رأی اعتماد، نمایندگان به ۱۵ وزیر پیشنهادی رأی اعتماد دادند اما محمدعلی نجفی، وزیر پیشنهادی وزارت آموزش و پرورش، جعفر میلی منفرد، وزیر پیشنهادی وزارت علوم، تحقیقات و فناوری و مسعود سلطانی فر، وزیر پیشنهادی وزارت ورزش و جوانان موفق به کسب رأی اعتماد مجلس نشدند. حسن روحانی دو روز بعد به ترتیب، علی‌اصغر فانی، جعفر توفیقی و رضا صالحی امیری را به عنوان سرپرست وزارتخانه‌های مذکور منصوب نمود. روحانی طی روزهای بعد به تدریج سایر اعضای کابینه را نیز مشخص کرد. او در ۲۷ مهر ۱۳۹۲ طی نامه‌ای به علی لاریجانی، رئیس مجلس شورای اسلامی، برای تصدی وزارت آموزش و پرورش، وزارت علوم تحقیقات و فناوری و وزارت ورزش و جوانان، به ترتیب علی اصغر فانی، رضا فرجی دانا و رضا صالحی امیری را به مجلس معرفی نمود، که فانی و فرجی دانا موفق به اخذ رأی اعتماد شدند، اما وزارت ورزش و جوانان همچنان بی وزیر ماند. در ۱۲ آبان ۱۳۹۲ نصرالله سجادی به عنوان سومین وزیر پیشنهادی وزارت ورزش و جوانان به مجلس شورای اسلامی معرفی شد. اما او نیز موفق نشد رأی اعتماد نمایندگان را به‌دست آورد. حسن روحانی در عصر ۱۹ آبان ۱۳۹۲، محمود گودرزی را به عنوان چهارمین وزیر پیشنهادی وزارت ورزش و جوانان دولت یازدهم به مجلس شورای اسلامی معرفی کرد. نهایتاً محمود گودرزی توانست به عنوان وزیر ورزش و جوانان از مجلس رأی اعتماد بگیرد.
تحلیلگران غربی از مهم‌ترین چالش‌های پیش روی دولت یازدهم ایران را موضع‌گیری و کارشکنی برخی نهادهای قدرت در حکومت جمهوری اسلامی ایران با این دولت می‌دانند که یکی از این نهادها را می‌توان مجلس شورای اسلامی وقت دانست که نمایندگان غالب آن را اصول‌گرایان تشکیل می‌دهند و پیش از شروع به کار دولت یازدهم، نسبت به نحوه انتخاب وزرای پیشنهادی از جانب روحانی، به وی هشدار داده‌اند.

## مذاکرات هسته‌ای و برجام
مذاکرات هسته‌ای ایران مهم‌ترین چالش، مأموریت و اولویت کاری دولت یازدهم حسن روحانی بود. 

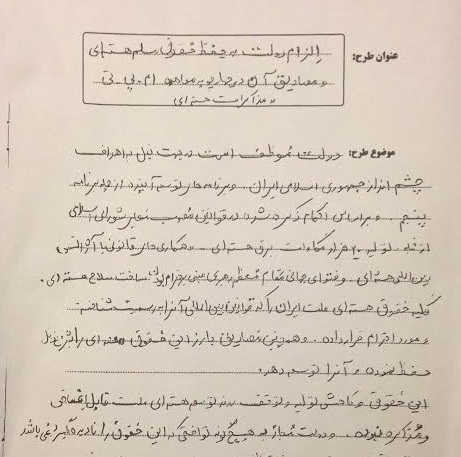
طرح سه فوریتی به خط جواد کریمی قدوسی و امضای ۱۱۰ نماینده مجلس نهم شورای اسلامی.

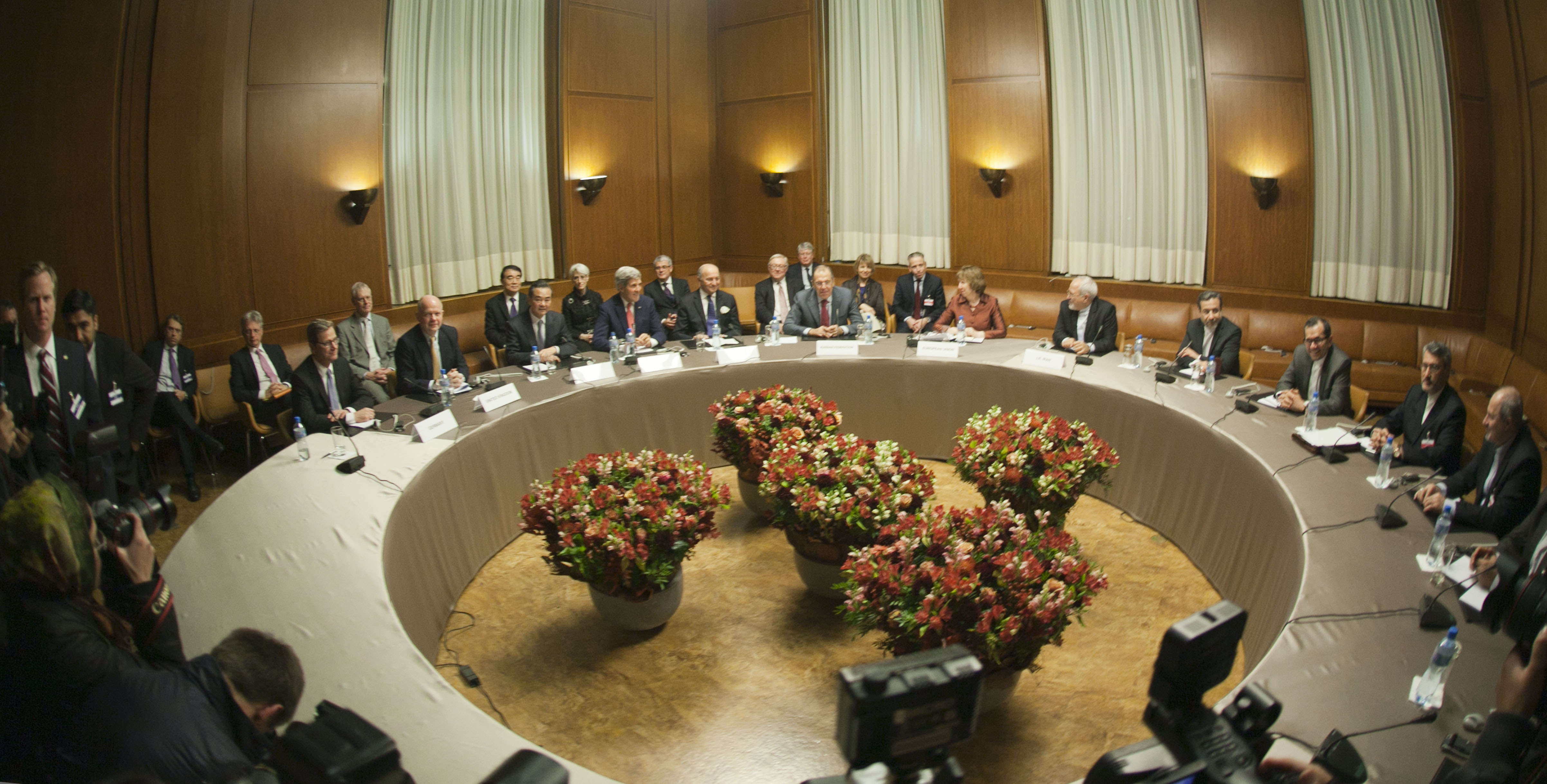
مذاکرات ژنو، ظریف، کاترین اشتون و وزرای خارجه گروه پنج به علاوه یک

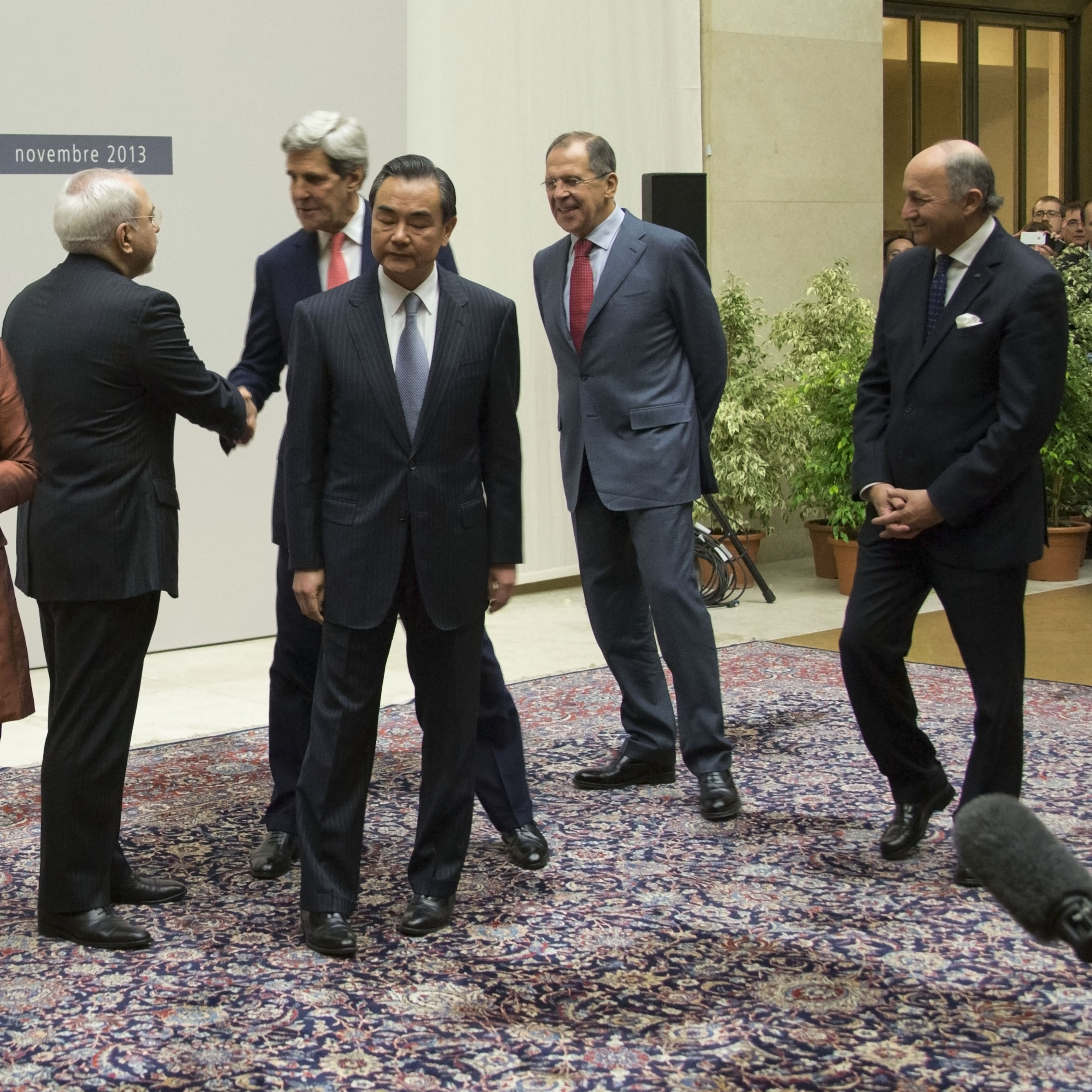
مصافحه پس از رسیدن به توافق.

شروع دوره ریاست جمهوری حسن روحانی مصادف با دهمین سال مذاکرات هسته‌ای ایران با کشورهای غربی به حساب می‌آید. ورود حسن روحانی در نقش رئیس‌جمهور ایران در شرایطی صورت می‌گیرد که در طول این سال‌ها دستاورد قابل ملاحظه‌ای در مذاکرات هسته‌ای حاصل نیامد و تنها تغییر، تبدیل طرف مذاکره‌کننده با ایران از نمایندگان ۳ کشور آلمان، فرانسه و انگلیس؛ به نمایندگان ۵ عضو دائم شورای امنیت به‌علاوه آلمان بوده‌است. کارشناسان تحقق وعده‌های اقتصادی حسن روحانی را در گرو لغو تحریم‌های بین‌المللی علیه ایران می‌دانند که آن نیز به شرط به ثمر نشستن مذاکرات هسته‌ای ایران محقق خواهد شد.

### برنامه جامع اقدام مشترک

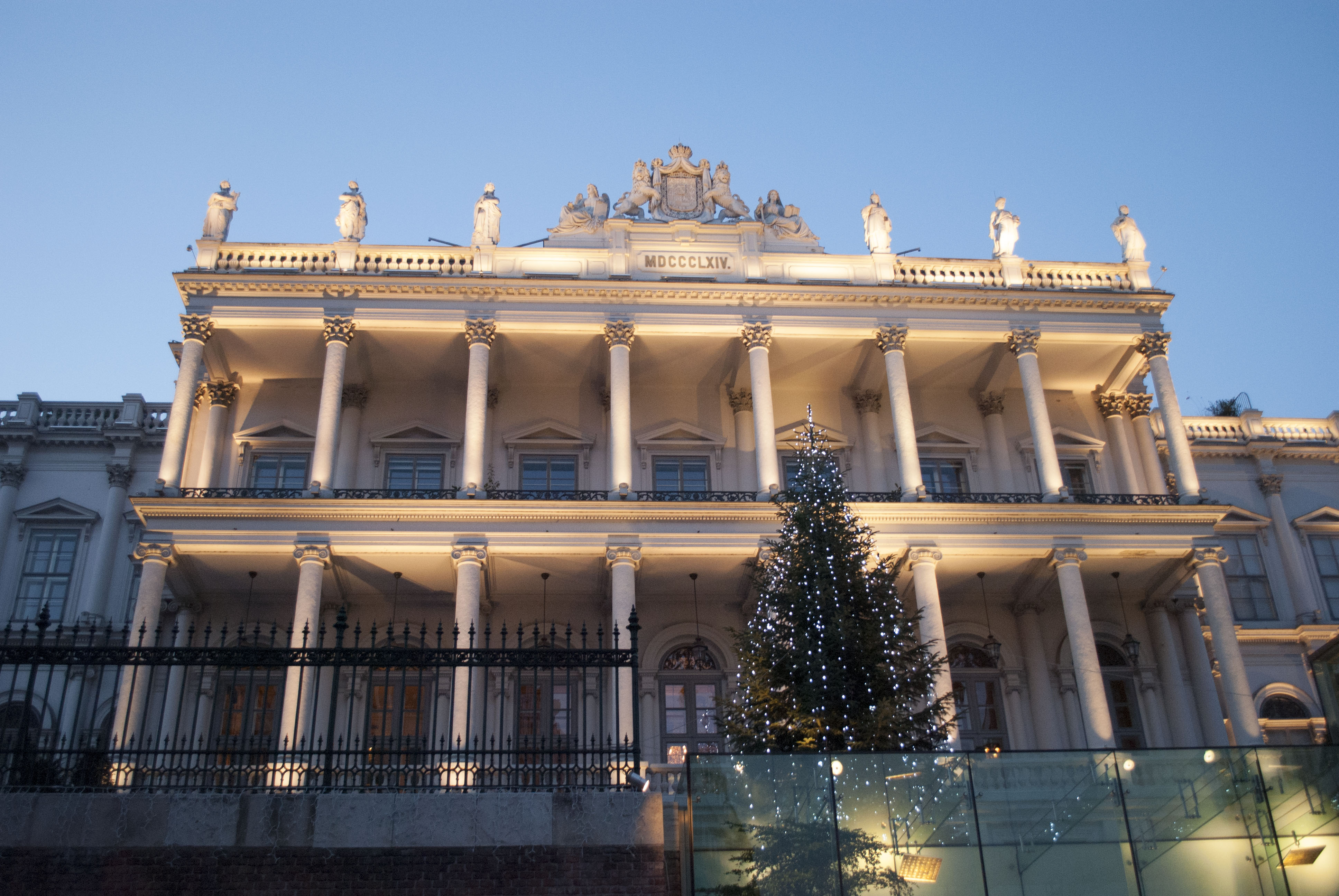
هتل کوبورگ، محل مذاکرات هسته‌ای ایران در وین

توافق جامع و نهایی هسته‌ای وین با عنوان شناخته شده و رسمی برنامه جامع اقدام مشترک یا برجام (به انگلیسی: Joint Comprehensive Plan of Action) در راستای توافق جامع بر سر برنامه هسته‌ای ایران و به دنبال تفاهم هسته‌ای لوزان، در سه‌شنبه ۲۳ تیر ۱۳۹۴ (۱۴ ژوئیه ۲۰۱۵) در وین اتریش بین ایران، اتحادیه اروپا و گروه ۱+۵ (شامل چین، فرانسه، روسیه، پادشاهی متحد بریتانیا، ایالات متحده آمریکا و آلمان) منعقد شد.
مذاکرات رسمی برای طرح جامع اقدام مشترک دربارهٔ برنامه اتمی ایران با پذیرفتن توافق موقت ژنو بر روی برنامه هسته‌ای ایران در نوامبر ۲۰۱۳ شروع شد. به مدت ۲۰ ماه کشورها درگیر مذاکره بودند که در آوریل ۲۰۱۵ تفاهم هسته‌ای لوزان شکل گرفت.
بر اساس این توافق، ایران ذخایر اورانیم غنی شده متوسط خودش را پاکسازی خواهد کرد و ذخیره‌سازی اورانیوم با غنای کم را تا ۹۸ درصد قطع می‌کند، تعداد سانتریفیوژها را حدود دوسوم و حداقل به مدت ۱۵ سال کاهش می‌دهد. ۱۵ سال بعد، ایران موافقت کرده‌است که اورانیوم را بیش از ۳٫۶۷درصد غنی‌سازی نکند یا تأسیسات غنی‌سازی اورانیوم جدید یا رآکتور آب‌سنگین جدیدی را نسازد. فعالیت‌های غنی‌سازی اورانیوم به مدت ۱۰ سال به یک تک ساختمان که از سانتریفیوژهای نسل اول استفاده می‌کند محدود خواهد بود. دیگر تأسیسات نیز طبق پروتکل الحاقی آژانس بین‌المللی انرژی اتمی برای اجتناب از خطرهای تکثیر سلاح‌های اتمی تبدیل خواهند شد. برای نظارت و تأیید اجرای توافق‌نامه توسط ایران، آژانس بین‌المللی انرژی اتمی (IAEA) به تمام تأسیسات اتمی ایران دسترسی منظم خواهد داشت. در نتیجه این توافقنامه که تاییدیه پایدار متعهدین آن را به همراه دارد، ایران از تحریم‌های علیه ایران شورای امنیت ملل متحد، اتحادیه اروپا و ایالات متحده (تحریم‌های ثانویه) بیرون خواهد آمد.
این دور از مذاکرات برنامه هسته‌ای ایران و گروه ۱+۵ از ظهر روز شنبه ۲۷ ژوئن ۲۰۱۵، در هتل کوبورگ در شهر وین اتریش با حضور جان کری، وزیر امور خارجه ایالات متحده آمریکا و محمدجواد ظریف، وزیر امور خارجه ایران و هیئت‌های کارشناسی دو طرف آغاز شد. ضرب الاجل تعیین‌شده زمان این مذاکرات، روز سی‌ام ژوئن تعیین شده بود که سه بار به ترتیب تا سوم، دهم و سیزدهم ژوئیه تمدید گردید.
سرانجام پس از بیست‌ودو ماه مذاکره محمدجواد ظریف به همراه تیم مذاکره‌کننده ایرانی پس از ۱۷ روز مذاکره فشرده، سه‌شنبه ۱۴ ژوئیه (۲۳ تیرماه) در وین پایتخت اتریش موفق به دستیابی به یک توافق جامع و نهایی با گروه ۱+۵، بر سر آینده برنامه هسته‌ای ایران شدند. فدریکا موگرینی، مسئول سیاست خارجی اتحادیه اروپا و محمدجواد ظریف، وزیر امور خارجه ایران در یک نشست رسمی در مقابل رسانه‌ها در وین با خواندن بیانیه‌ای به زبان انگلیسی و فارسی اعلام کردند که توافق نهایی در برنامه هسته‌ای ایران به دست آمده‌است.

## وقایع ایام ریاست جمهوری

### سال ۱۳۹۲

#### تنفیذ، تحلیف و معرفی کابینه

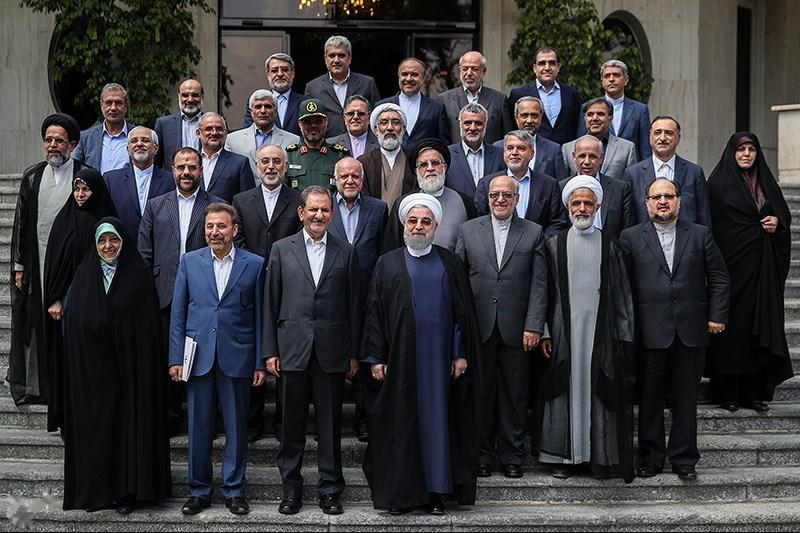
کابینه دولت یازدهم

در تاریخ ۱۲ مرداد ۱۳۹۲ حکم ریاست جمهوری حسن روحانی توسط سیدعلی خامنه‌ای رهبر ایران تنفیذ گردید و پس از آن مراسم تحلیف وی در تاریخ ۱۳ مرداد در مجلس شورای اسلامی برگزار شد. حسن روحانی در انتهای سخنرانی خود در مراسم تحلیف درخواست بررسی و سابقهٔ کاری اعضای کابینهٔ پیشنهادی دولت تدبیر و امید را به ریاست مجلس ارائه داد که پس از آن توسط دبیر مجلس متنِ نامه و فهرست اعضای کابینه خوانده شد. بعد از جلسات بررسی رأی اعتماد، نمایندگان به ۱۵ وزیر پیشنهادی رأی اعتماد دادند اما محمدعلی نجفی، وزیر پیشنهادی وزارت آموزش و پرورش، جعفر میلی منفرد، وزیر پیشنهادی وزارت علوم، تحقیقات و فناوری و مسعود سلطانی فر، وزیر پیشنهادی وزارت ورزش و جوانان موفق به کسب رأی اعتماد مجلس نشدند. حسن روحانی دو روز بعد به ترتیب، علی‌اصغر فانی، جعفر توفیقی و رضا صالحی امیری را به عنوان سرپرست وزارتخانه‌های مذکور منصوب نمود. روحانی طی روزهای بعد به تدریج سایر اعضای کابینه را نیز مشخص کرد. او در ۲۷ مهر ۱۳۹۲ طی نامه‌ای به علی لاریجانی، رئیس مجلس شورای اسلامی، برای تصدی وزارت آموزش و پرورش، وزارت علوم تحقیقات و فناوری و وزارت ورزش و جوانان، به ترتیب علی اصغر فانی، رضا فرجی دانا و رضا صالحی امیری را به مجلس معرفی نمود، که فانی و فرجی دانا موفق به اخذ رأی اعتماد شدند، اما وزارت ورزش و جوانان همچنان بی‌وزیر ماند. در ۱۲ آبان ۱۳۹۲ نصرالله سجادی به عنوان سومین وزیر پیشنهادی وزارت ورزش و جوانان به مجلس شورای اسلامی معرفی شد. اما او نیز موفق نشد رأی اعتماد نمایندگان را به‌دست آورد. حسن روحانی در عصر ۱۹ آبان ۱۳۹۲، محمود گودرزی را به عنوان چهارمین وزیر پیشنهادی وزارت ورزش و جوانان دولت یازدهم به مجلس شورای اسلامی معرفی کرد. نهایتاً محمود گودرزی توانست به عنوان وزیر ورزش و جوانان از مجلس رأی اعتماد بگیرد.

#### توافق موقت ژنو با ۱+۵

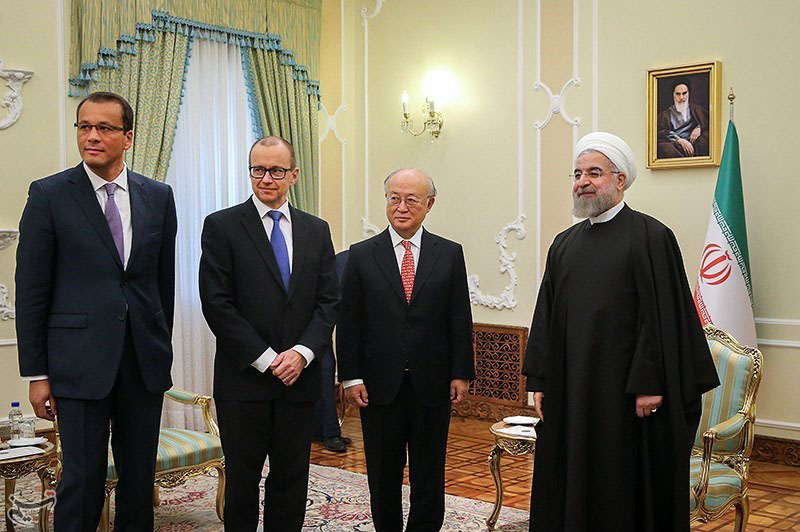
دیدار روحانی و یوکیا آمانو

با آغاز به کار دولت روحانی، فصل جدیدی در مذاکرات هسته‌ای ایران و گروه ۱+۵ گشوده شد. در ۱۴ شهریور ۱۳۹۲ رئیس‌جمهور به عنوان رئیس شورای عالی امنیت ملی، دستور بازگشت پروندهٔ هسته‌ای ایران به دستگاه دیپلماسی کشور را صادر کرد و محمد جواد ظریف، وزیر امور خارجه، ریاست تیم مذاکره‌کنندهٔ هسته‌ای ایران را بر عهده گرفت. چند ماه پس از آغاز دور جدید مذاکرات هسته‌ای در ۳ آذر ۱۳۹۲ توافق موقت ژنو بر روی برنامهٔ هسته‌ای ایران منعقد گردید.

### سال ۱۳۹۳

#### استیضاح وزیر علوم
مهم‌ترین اتفاقی که در سال ۱۳۹۳، در دولت یازدهم رخ داد، استیضاح وزیر علوم، رضا فرجی دانا، توسط مجلس آن هم پس از افشای سه هزار بورسیهٔ غیرقانونی در دولت نهم و دهم بود که در نهایت به برکناری وی منجر گردید.

#### معرفی سه وزیر پیشنهادی برای وزارت علوم
روحانی نیز بلافاصله محمدعلی نجفی را به عنوان سرپرست وزارت علوم، تحقیقات و فناوری منصوب کرد. در ۳۰ مهرماه ۱۳۹۳، محمود نیلی احمدآبادی طی نامه‌ای توسط روحانی به عنوان وزیر پیشنهادی علوم، تحقیقات و فناوری به مجلس معرفی گردید که او نیز موفق به کسب رأی اعتماد از مجلس نشد. نهایتاً در ۲۰ آبان ۱۳۹۳ حسن روحانی طی نامه‌ای به علی لاریجانی، فخرالدین احمدی دانش آشتیانی را برای تصدی وزارت علوم، تحقیقات و فناوری به مجلس معرقی کرد. اما دانش آشتیانی نیز به عنوان چهارمین وزیر پیشنهادی علوم نتوانست از مجلس رأی اعتماد بگیرد. حسن روحانی در ۲۸ آبان ۱۳۹۳ پس از عدم اعتماد مجلس به فخرالدین احمدی دانش آشتیانی در نامه‌ای به رئیس مجلس شورای اسلامی، محمد فرهادی را به عنوان پنجمین وزیر پیشنهادی علوم معرفی کرد و محمد فرهادی توانست رأی اعتماد مجلس را کسب کرده و وزیر علوم شود.

### سال ۱۳۹۴

#### استیضاح وزرا
در ۳ تیر ۱۳۹۴، علی اصغر فانی، وزیر آموزش و پرورش توسط مجلس شورای اسلامی استیضاح گردید که در نهایت طرح استیضاح وی رأی نیاورد و او به عنوان وزیر آموزش و پرورش ابقاء گردید.
در ۱۴ مهر ۱۳۹۴ نیز عباس آخوندی، وزیر راه و شهرسازی استیضاح گردید که استیضاح وی نیز رأی نیاورده و او به عنوان وزیر راه و شهرسازی ابقا شد.

#### دیدار با نخست‌وزیر انگلیس
حسن روحانی در در روز سه‌شنبه ۶ مهر در نیویورک با دیوید کامرون، نخست‌وزیر انگلستان دیدار کرد. این اولین دیدار مقامات عالی‌رتبه کشورهای ایران و انگلیس پس از بازگشایی سفارت بریتانیا در تهران به‌شمار می‌رود.

#### توافق جامع هسته‌ای با ۱+۵

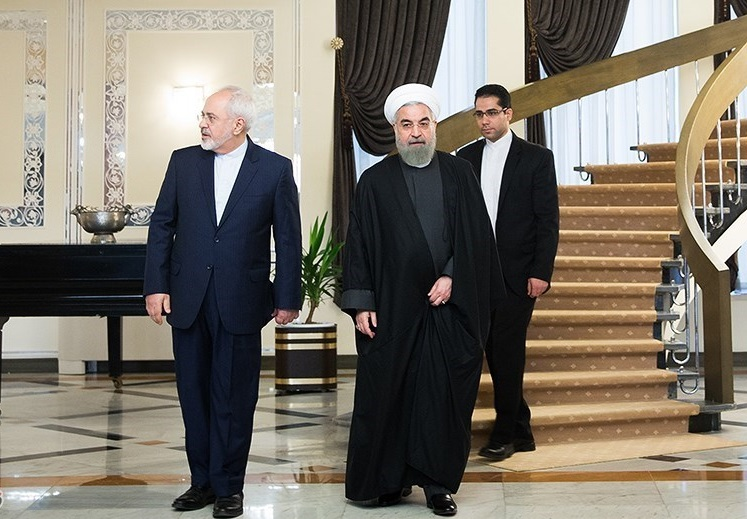
روحانی و محمد جواد ظریف در کاخ سعدآباد

یک سال و چند ماه پس از انعقاد توافق موقت ژنو در ۱۳ فروردین ۱۳۹۴ و پس از چندین دور مذاکرات فشرده، تفاهم هسته‌ای لوزان دربارهٔ چارچوب برنامهٔ جامع اقدام مشترک پیرامون برنامهٔ هسته‌ای ایران میان ایران و ۱+۵ منعقد گردید تا متن سند جامع نیز تا ۱۰ تیر ۱۳۹۴ تدوین شود. در نهایت پس از چندین دور مذاکرات فشردهٔ تیم ایران و نمایندگان پنج به‌علاوه یک در سه‌شنبه ۲۳ تیر ۱۳۹۴، توافق جامع هسته‌ای وین یا برنامهٔ جامع اقدام مشترک میان ایران و پنج به‌علاوه یک منعقد گردید که به موجب آن در مقابل محدودیت‌هایی در برنامه هسته‌ای ایران، تحریم‌های شورای امنیت و اتحادیه اروپا علیه ایران لغو می‌گردید. بسیاری معتقدند توافق‌های بزرگ صورت گرفته میان ایران و پنج به‌علاوه یک، فصل جدیدی را در روابط ایران و غرب به‌خصوص ایالات متحدهٔ آمریکا خواهد گشود. پس از این توافق بود که قطعنامهٔ ۲۲۳۱ شورای امنیت، در تأیید آن در شورای امنیت سازمان ملل متحد تصویب شد.

#### فاجعهٔ منا
در روز عید قربان، مقارن با ۲ مهر ۱۳۹۴ (۲۴ سپتامبر ۲۰۱۵)، به‌دلیل تنگی نفس بر اثر فشار زیاد و ازدحام جمعیت و نرسیدن آب به زائرین مخصوصاً آن‌هایی که بیهوش شده بودند و دیر رسیدن امدادگران، در مراسم رمی جمرات در «خیابان ۲۰۴» نزدیک تقاطع با «خیابان ۲۲۳»، در منطقهٔ منا در شهر مکه بیش از ۴۱۰۰ نفر از جمله ۴۶۴ ایرانی جان خود را از دست دادند. در پی این حادثه، ۳ روز عزای عمومی توسط سید علی خامنه‌ای، رهبر ایران در ایران اعلام شد. حسن روحانی، رئیس‌جمهوری که هم‌زمان برای شرکت در هفتادمین اجلاس مجمع عمومی سازمان ملل متحد، عازم نیویورک شده بود، اسحاق جهانگیری، معاون اول رئیس‌جمهور را مسئول پیگیری این حادثه و بازگشت پیکر کشته‌شدگان ایرانی نمود و سفر خود را نیمه‌کاره رها کرده و به تهران بازگشت.

#### سفر به ایتالیا و فرانسه

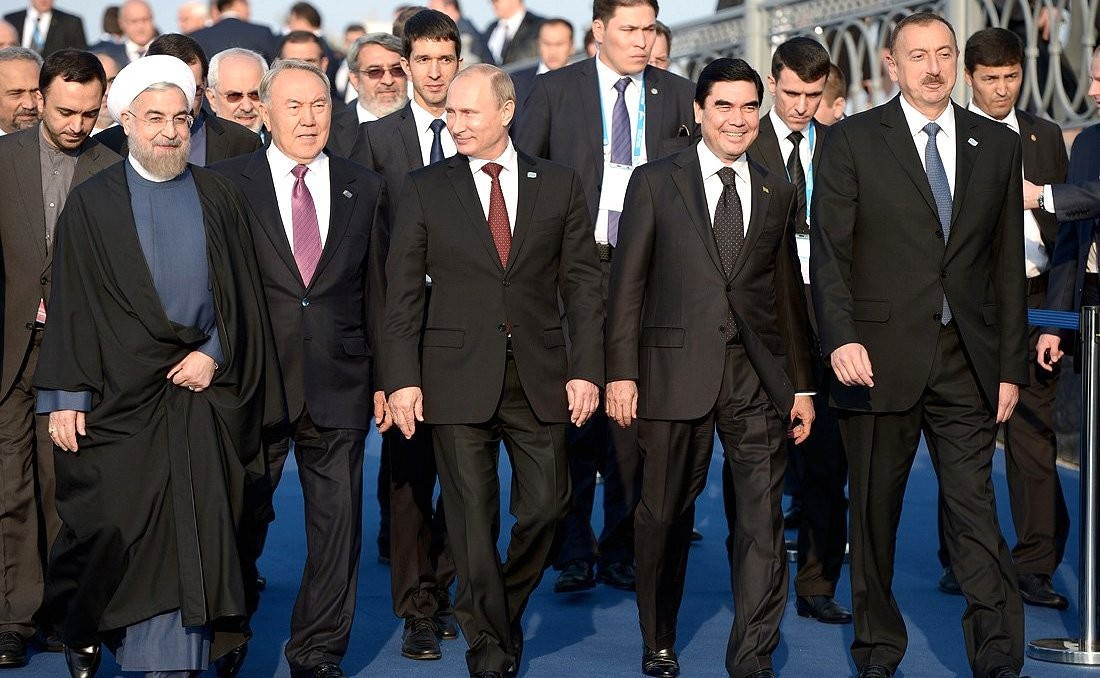
روحانی به همراه ولادیمیر پوتین، نورسلطان نظربایف، الهام علی‌اف و قربان‌قلی بردی‌محمدف در حاشهٔ اجلاس رژیم حقوقی دریای خزر

در ۵ بهمن ۱۳۹۴، حسن روحانی، رئیس‌جمهوری ایران به دعوت سرجیو ماتارلا، رئیس‌جمهور ایتالیا و فرانسوا اولاند، رئیس‌جمهور فرانسه، به منظور سفری چندروزه به اروپا، وارد رم شد و مورد استقبال رئیس‌جمهور ایتالیا قرار گرفت. سفر روحانی به ایتالیا، اولین سفر رئیس‌جمهوری ایران به یک کشور عضو اتحادیهٔ اروپا پس از یازده سال (دولت دوم سید محمد خاتمی به‌شمار می‌آمد. در این سفر ضمن دیدار و گفتگوهای چندجانبه میان رئیس‌جمهور ایران با رئیس‌جمهور و نخست‌وزیر ایتالیا، چندین سند همکاری امضا شده و مراسم ضیافت رسمی نهار در محل کاخ موزه شهرداری رم برگزار گردید. حسن روحانی همچنین، ضمن این سفر با پاپ فرانسیس یکم، رهبر کاتولیک‌های جهان در واتیکان دیدار و گفتگو کرد و از پاپ درخواست نمود تا برای وی دعا نماید. این اولین دیدار رئیس‌جمهور ایران با رهبر کاتولیک‌های جهان پس از شانزده سال، (دولت اول سید محمد خاتمی) بود. رئیس‌جمهور ایران سپس در ۷ بهمن ۱۳۹۴، عازم پاریس گردید و مورد استقبال فرانسوا اولاند، رئیس‌جمهور فرانسه قرار گرفت و همچنین با رؤسای شرکت نفت و گاز فرانسه، توتال و شرکت هواپیماسازی اروپایی، ایرباس، دیدار نموده و قراردادهایی بین ایران و شرکت‌های مذکور در جهت تبادل نفت و گاز و خرید هواپیما منعقد گردید.

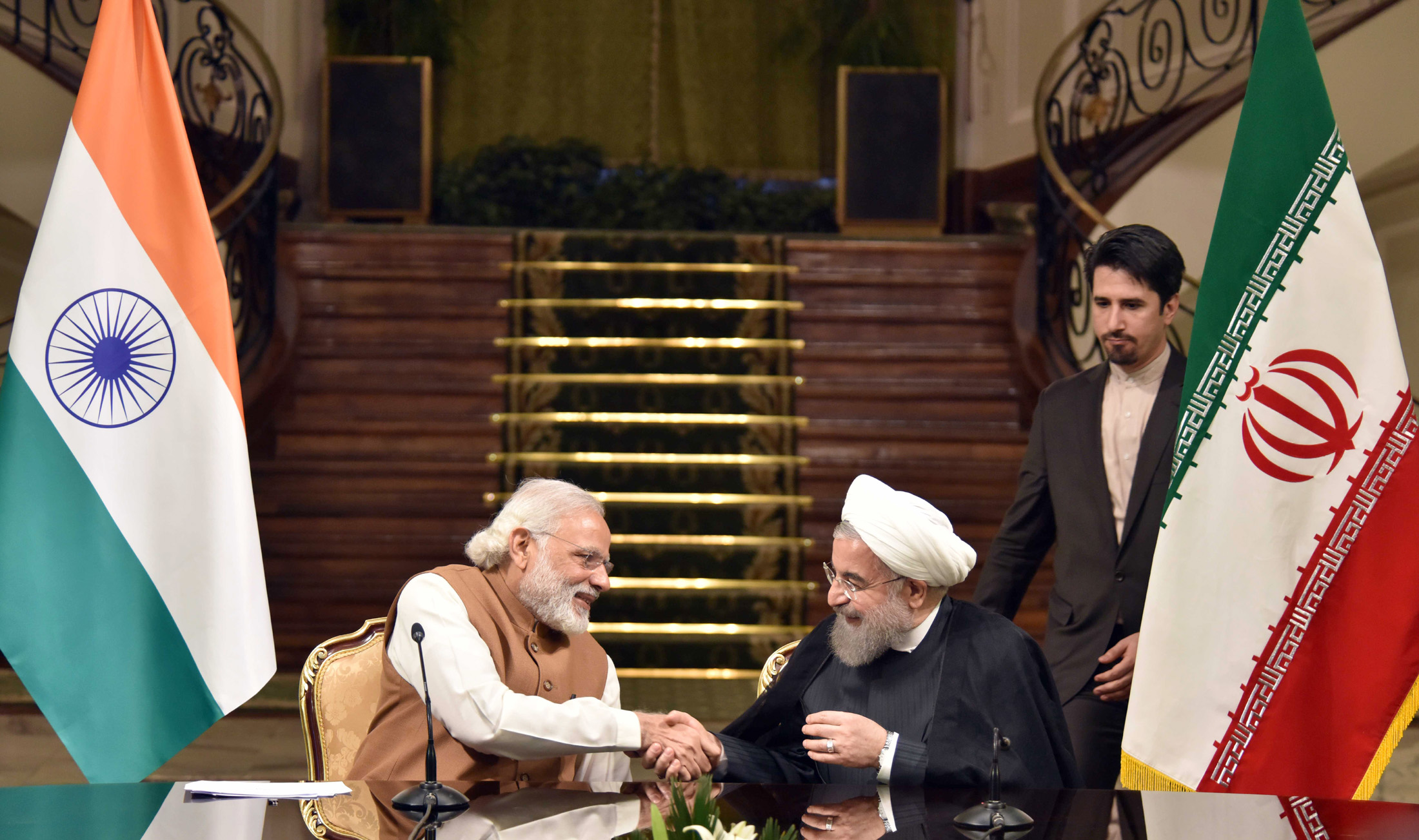
حسن روحانی به همراه نارندرا مودی نخست‌وزیر هند

#### انتخابات پنجمین دورهٔ مجلس خبرگان رهبری

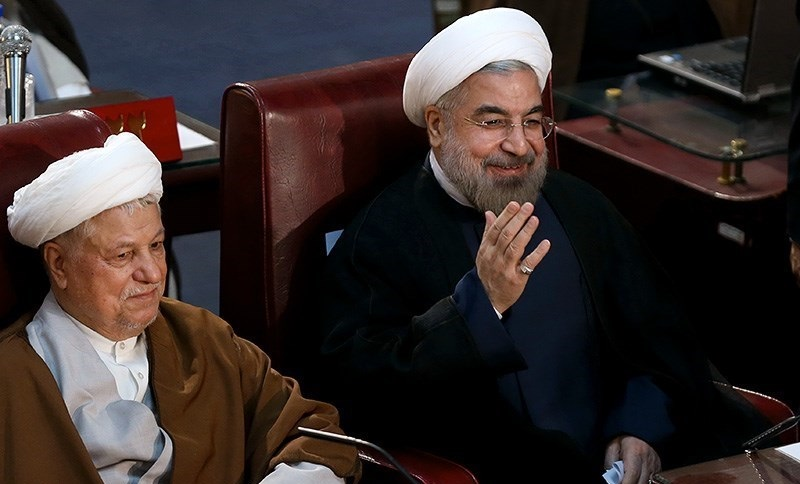
حسن روحانی و اکبر هاشمی رفسنجانی در مجلس خبرگان رهبری

در ۳۰ آذر ۱۳۹۴ و هم‌زمان با ایام ثبت‌نام نامزدهای پنجمین دورهٔ انتخابات مجلس خبرگان رهبری و دهمین دورهٔ انتخابات مجلس شورای اسلامی، حسن روحانی، رئیس‌جمهور و عضو فعلی مجلس خبرگان رهبری با حضور در وزارت کشور، برای نامزدی در انتخابات مجلس خبرگان ثبت نام کرد و صلاحیت وی توسط شورای نگهبان، احراز گردید. حسن روحانی در این دوره از انتخابات خبرگان در هر سه لیست مطرح یعنی، فهرست خبرگان مردم به سرلیستیِ هاشمی رفسنجانی، فهرست جامعهٔ روحانیت مبارز به سرلیستیِ محمدعلی موحدی کرمانی و فهرست جامعهٔ مدرسین حوزهٔ علمیهٔ قم به سرلیستیِ محمد یزدی، قرار گرفت و خود نیز سرلیستِ فهرست یاران اعتدال شد که جز در یک مورد مطابق لیست خبرگان مردم بود. همچنین روحانی در ائتلاف فراگیر اصلاح‌طلبان: گام دوم که حامی دولت بودند به همراه اکبر هاشمی رفسنجانی به عنوان سرلیست حضور داشت. در این دوره از انتخابات خبرگان رهبری، حسن روحانی با کسب ۲٬۲۳۸٬۱۶۶ رأی و در جایگاه سوم پس از اکبر هاشمی رفسنجانی و محمد امامی کاشانی وارد مجلس خبرگان پنجم شد. آرای او در استان تهران در این انتخابات نزدیک به آرای وی در انتخابات ریاست جمهوری یازدهم در استان تهران (۲٬۳۸۵٬۸۹۰ رأی) بود. در این انتخابات احمد جنتی شانزدهم شد و محمد یزدی، رئیس مجلس خبرگان و محمدتقی مصباح یزدی نتوانستند رأی مردم را برای ورود به خبرگان پنجم به‌دست آورند.

#### انتخابات دهمین دورهٔ مجلس شورای اسلامی

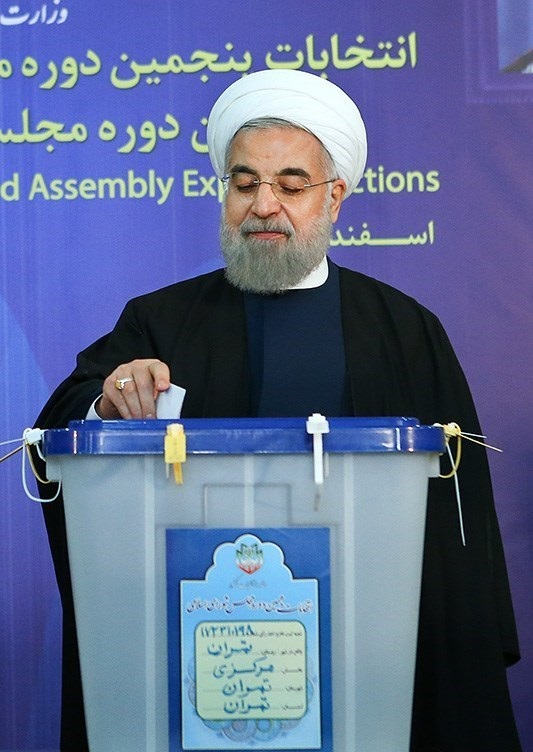
حسن روحانی در حال رأی دادن در انتخابات مجلس و خبرگان رهبری - ۱۳۹۴

با آغاز ثبت نام‌ها برای دهمین دورهٔ انتخابات مجلس شورای اسلامی تعداد زیادی از چهره‌های اصلاح‌طلب و اعتدالگرا که حامیان حسن روحانی محسوب می‌شدند، در انتخابات ثبت نام نمودند. اما پس از اعلام نتیجهٔ بررسی صلاحیت‌ها از سوی شورای نگهبان، مشخص گردید که اکثریت مطلق آن‌ها رد صلاحیت شده‌اند. به‌دنبال آن حسن روحانی، در ۱ بهمن ۱۳۹۴ در دومین همایش استانداران و فرمانداران کشور، ضمن انتقاد شدید از رد صلاحیت‌های گستردهٔ هیئت نظارت شورای نگهبان گفت: «در قانون اساسی آمده که یهودی‌ها باید نماینده داشته باشند یا چقدر زرتشتی داریم، یا چقدر آشوری و ارمنی داریم، اگر جناحی در این کشور جمعیتش هفت یا ده میلیون جمعیت دارد آن‌ها هم باید نماینده داشته باشند، اسم مجلس خانهٔ ملت است نه خانه یک جناح. همه باید بیایند پای صندوق، اگر کسی با نظام مسئله دارد او هم بیاید، همه باید پای صندوق بیایند اما زمانی که ما شور و حرارت ایجاد کنیم، اگر یک جناح هست خب نیاز به انتخابات نیست همان‌ها دوباره تشریف ببرند مجلس. باید هردو جناح باشند.» تلاش بسیاری از سوی دولت برای تأیید مجدد صلاحیت چهره‌های مذکور صورت گرفت و در مرحلهٔ بازنگری صلاحیت‌ها، تعدادی از چهره‌های غیرسرشناس آنان به عرصهٔ رقابت بازگشتند. پیش از اعلام نتایج بررسی صلاحیت‌ها، زمزمه‌های ارائهٔ لیست جداگانه از سوی اصلاح‌طلبان و اعتدالگرایان حامی دولت به گوش می‌رسید، اما پس از آنکه بسیاری از چهره‌های هر دو جناح سیاسی رد صلاحیت شدند، رهبران دو جناح با هم به توافق رسیده و ائتلافی تحت عنوان ائتلاف فراگیر اصلاح‌طلبان: گام دوم، شکل دادند که بعداً از سوی سید محمد خاتمی، لیست امید در انتخابات شوراهای شهر و روستا لقب گرفت. در نهایت پس از برگزاری انتخابات دهمین دورهٔ مجلس شورای اسلامی و اعلام نتایج مشخص گردید که لیست ائتلاف فراگیر اصلاح‌طلبان: گام دوم تمام سی کرسی مجلس را در تهران تصاحب نموده و در سرتاسر کشور نیز ۱۲۴ کرسی مجلس را در دور اول و دوم انتخابات مجلس به‌دست آورده و اکثریت نسبی مجلس دهم را در اختیار گرفته‌است.

### سال ۱۳۹۵

#### ترمیم کابینه
در ۲۸ مهر ۱۳۹۵ و پس از مدتی گمانه‌زنی دربارهٔ استعفای سه تن از وزیران دولت یازدهم که به عملکرد آن‌ها انتقادات زیادی وارد بود، خبر استعفای رسمی علی اصغر فانی، وزیر آموزش و پرورش، علی جنتی، وزیر فرهنگ و ارشاد اسلامی و محمود گودرزی، وزیر ورزش و جوانان منتشر گردید. حسن روحانی، رئیس‌جمهور نیز طی سه حکم سید عباس صالحی، را به عنوان سرپرست وزارت فرهنگ و ارشاد اسلامی، سید محمد بطحایی را به عنوان سرپرست وزارت آموزش و پرورش و نصرالله سجادی را به عنوان سرپرست وزارت ورزش و جوانان منصوب کرد.
در ۲ آبان ۱۳۹۵، حسن روحانی طی نامه‌ای به علی لاریجانی، رئیس مجلس شورای اسلامی، رضا صالحی امیری را به عنوان وزیر پیشنهادی فرهنگ و ارشاد اسلامی، فخرالدین احمدی دانش آشتیانی را به عنوان وزیر پیشنهادی آموزش و پرورش و مسعود سلطانی‌فر را به عنوان وزیر پیشنهادی ورزش و جوانان به مجلس شورای اسلامی معرفی نمود. هر سه وزیر پیشنهادی پیش از این نیز برای کسب رأی اعتماد به مجلس نهم معرفی شده بودند که موفق به کسب رأی اعتماد از آن مجلس نگردیدند. هر سه وزیر پیشنهادی جدید حسن روحانی از مجلس دهم رأی اعتماد گرفتند.

#### ریزش ساختمان پلاسکو
آتش‌سوزی و ریزش ساختمان پلاسکو حادثه‌ای بود که صبح روز پنجشنبه ۳۰ دی ۱۳۹۵ در چهارراه استانبول واقع در مرکز تهران رخ داد. در پی وقوع این آتش‌سوزی ساختمان پلاسکو به‌طور کامل فرو ریخت. ساختمان پلاسکو در حالی پس از ۳٫۵ ساعت سوختن، فروریخت که تعداد زیادی مأمور آتش‌نشانی در حال مهار آتش‌سوزی، در بیرون و داخل ساختمان بودند و عده‌ای از آن‌ها زیر آوارِ ناشی از فروریختن ساختمان ماندند.
پس از این سانحه، حسن روحانی، با انتشار پیامی ضمن تسلیت، خواستار بررسی و رسیدگی به این حادثه شد.

### سال ۱۳۹۶

#### دورهٔ دوازدهم انتخابات ریاست جمهوری (۱۳۹۶)

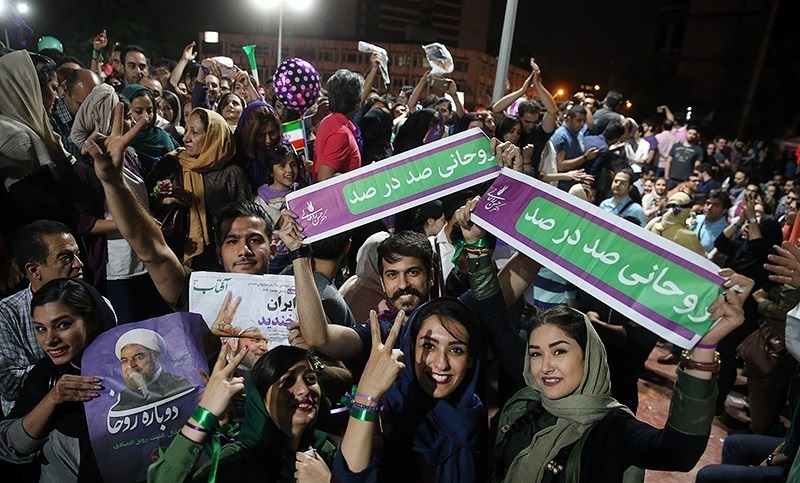
شادی مردم تهران پس از پیروزی حسن روحانی

حسن روحانی در تاریخ ۲۵ فروردین ۱۳۹۶ نامزد دوازدهمین دورهٔ انتخابات ریاست جمهوری ایران شد و در تاریخ ۳۱ فروردین ۱۳۹۶ صلاحیت وی رسماً از طرف شورای نگهبان احراز گردید. روحانی با کسب ۲۳ میلیون و ۶۳۶ هزار و ۶۵۲ رأی (۵۷٫۱۴ درصد آرا)، به عنوان رئیس دوازدهمین دولت جمهوری اسلامی ایران انتخاب شد.

#### حملات داعش به مجلس
حملات ۱۳۹۶ تهران به مجموعه حملات تروریستی داعش به ساختمان مجلس شورای اسلامی و حرم سید روح‌الله خمینی در ۱۷ خرداد ۱۳۹۶ (۷ ژوئن ۲۰۱۷ میلادی) در تهران اشاره دارد که در نتیجهٔ آن ۲۲ نفر (۱۷ قربانی و ۵ مهاجم) کشته و دست‌کم ۵۲ نفر زخمی شدند. این حملات حدود ساعت ۱۰:۳۰ با حمله به ساختمان مجلس آغاز شد. گروه دوم حدود ساعت ۱۰:۴۰ وارد حرم سید روح‌الله خمینی شدند. این حملات نخستین حملهٔ داعش در خاک ایران بود و نخستین حملهٔ تروریستی در تهران در بیش از یک دهه و نخستین حملهٔ بزرگ در کشور ایران از زمان بمب‌گذاری ۱۳۸۹ در زاهدان محسوب می‌شود.
حسن روحانی، در پیام تسلیت خود نوشت: «طبیعی است که بدخواهان ایران اسلامی این افتخار آفرینی‌ها و همبستگی حاکمیت، دولت و ملت را برنتابند و با اجیر کردن و حمایت از عناصر متحجر و تکفیری تلاش کنند تا شکست‌های منطقه‌ای، فروپاشی ارزش‌های اسلامی و نارضایتی‌های جوامع خود را پنهان سازند.»

#### زمین‌لرزهٔ ۱۳۹۶ کرمانشاه
زمین‌لرزه ۱۳۹۶ ایران - عراق، به بزرگی ۷٫۳ در مقیاس بزرگای گشتاوری شامگاه یکشنبه ۲۱ آبان ۱۳۹۶ در نزدیکی ازگله، استان کرمانشاه در نزدیکی مرز ایران و عراق، در ۳۲ کیلومتری جنوب غربی شهر حلبچه عراق رخ داد. تعداد کشته‌ها در این زمین لرزه به ۶۲۰ نفر رسید، بنا بر گزارش‌ها ۹٬۳۸۸ نفر نیز مصدوم شدند. بیشترین آمار کشته‌ها و زخمی‌ها از شهرهای قصر شیرین، سرپل ذهاب و ثلاث باباجانی گزارش شد.
در پی حادثهٔ زلزله در غرب ایران هیئت دولت روحانی با صدور اطلاعیه‌ای روز ۲۳ آبان ۱۳۹۶ را عزای عمومی اعلام کرد.

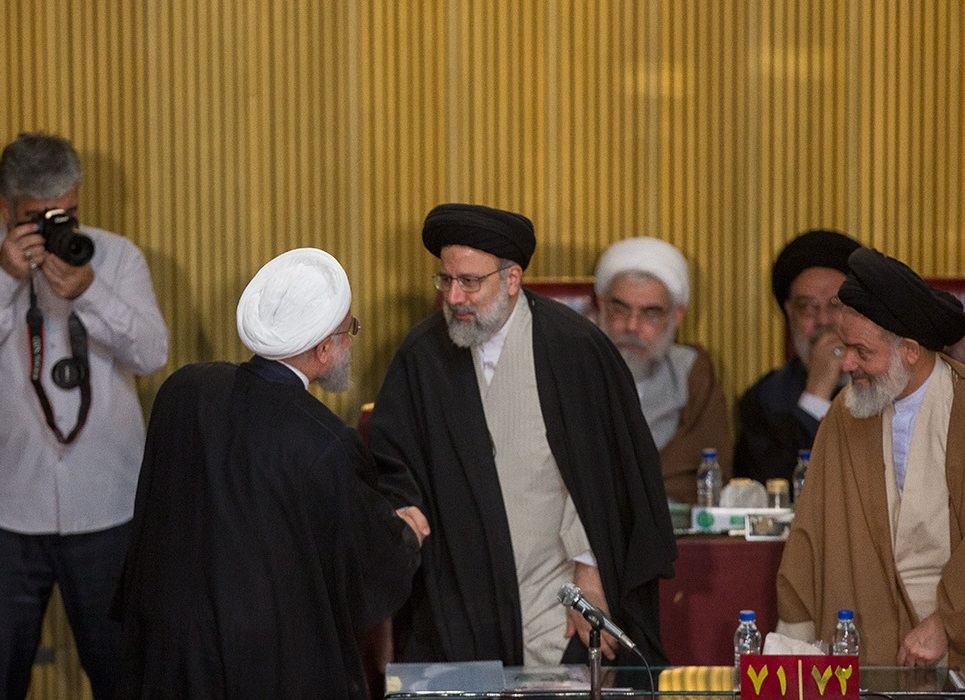
در دیدار با ابراهیم ریئسی

#### اعتراضات سراسری ایران
از ۷ دی ۱۳۹۶ (۲۸ دسامبر ۲۰۱۷) از مشهد و شهرهای بزرگ استان خراسان آغاز شد. فراخوان شرکت در این تظاهرات که در آغاز «نه به گرانی» (پویش اعتراضات و تجمع مردمی) و اعتراض به سیاست‌های دولت حسن روحانی نامیده شد، در شبکه‌های اجتماعی انجام گرفت، ابتدا با خواست‌هایی اقتصادی، علیه فساد گستردهٔ دولتی-حکومتی و میزان بالای بیکاری بود؛ اما با فراخوان‌های بیشتر، دامنهٔ همگانی آن فراتر از مشکلات اقتصادی رفت.

### سال ۱۳۹۷

#### خروج ایالات متحده از برجام
در ۱۸ اردیبهشت ۱۳۹۷ ه‍. ش، دونالد ترامپ رئیس‌جمهور ایالات متحدهٔ آمریکا رسماً اعلان کرد که ایالات متحده از برجام خارج خواهد شد. او، ایران را متهم به حمایت از حزب‌الله، طالبان، القاعده و سایر سازمان‌هایی که آن‌ها را تروریستی نامید کرد. همچنین او بازگشت تحریم‌ها به مانند گذشته را اعلام کرد. او با استناد به مطالبی که قبلاً بنیامین نتانیاهو، نخست‌وزیر اسرائیل بیان کرده بود، ایران را متهم به عدم پایبندی به این توافق کرده و گفته ایران هرگز به برجام پایبند نبوده‌است.
پس از اعلام خروج آمریکا از برجام، حسن روحانی در گفتگوی زندهٔ تلویزیونی با مردم، آمریکا را یک موجود مزاحم دانست که از برجام رفته‌است. او همچنین با اشاره به ادامه رایزنی ایران با متحدان خود و سایر طرف‌های برجام گفت که ایران چند هفته صبر خواهد کرد. اگر در طول این مدت منافع ملت در برجام تأمین شود ایران روند را ادامه خواهد داد؛ ولی اگر برجام بدون تضمین منافع ملت ایران فقط بخواهد کاغذی باشد، «آنگاه راه بسیار روشنی پیش‌روی خود داریم».

#### بحران اقتصادی
بحران اقتصادی سال ۱۳۹۷–۱۳۹۹ ایران در ادامهٔ بحران جهش نرخ ارز در ایران در سال ۱۳۹۷ نمایان شد و دولت دوازدهم با این چالش مواجه بود و مردم کشور نیز درگیر آن هستند. سید احمد عراقچی دربارهٔ اختلال‌های ارزی و افزایش نرخ ارز در سال‌های ۹۶، ۹۷ و ۹۸ می‌گوید: «مداخله در بازار ارز به دستور حسن روحانی و علی شمخانی و تأییدکردن ولی‌الله سیف انجام شده‌است.»

#### اعتراضات ۱۳۹۷ ایران
اعتراضات ۱۳۹۷ ایران مجموعه تظاهراتی است که از سه‌شنبه ۹ مرداد ۹۷ در بحبوحهٔ افزایش قیمت طلا و نیز رشد شتابان قیمت سکه و کاهش شدید ارزش ریال در برابر دلار شروع شد و از منطقهٔ شاهپور جدید اصفهان و کرج به نقاط دیگری گسترش یافت. تظاهرات به سرعت فراگیر شد و از اصفهان و مناطق مختلف کرج به شیراز، رشت، تهران، قزوین، زنجان، ساری و در روز سوم به مشهد، نیشابور؛ کرمانشاه، همدان و قرچک نیز گسترش پیدا کرد و در روز چهارم اهواز و ارومیه و قم و تنکابن به تظاهرات پیوستند.
شعارهای اعتراضات مثل تظاهرات قبلی جنبه معیشتی و آزادی‌خواهانه داشت «مرگ بر گرانی»، «مرگ بر بیکاری»، «مرگ بر اصلاحات»، «روحانی حیا کن مملکت رو رها کن» جزو شعارها بودند. این اعتراضات وسیع‌ترین اعتراضات پس از تظاهرات دی ۱۳۹۶ و تا پیش از اعتراضات سراسری ۱۳۹۸ در جمهوری اسلامی ایران بود.
حسن روحانی رئیس‌جمهور وقت جمهوری اسلامی طی یک هفتهٔ نخست آغاز اعتراضات در سکوت کامل بود. سرانجام روحانی در روز دوشنبه ۱۵ مرداد طی یک کنفرانس خبری با اشاره‌ای کوتاه به تظاهرات اخیر با ناچیز قلم‌داد کردن شمار حاضران از اعتراضات به عنوان «اغتشاش» و «توطئه خارجی» برای ایجاد جنگ روانی یادکرد و گفت مردم با حضور در پای صندوق‌های رأی مشروعیت نظام را تأمین کرده‌اند. وی در پاسخ سؤال مجری در خصوص خواست مخالفان برای تغییر رژیم گفت: «نظامی که در پی انتخابات و آرای مردم نیست، پایدار نیست.»

#### استیضاح وزرا
در ۱۷ مرداد ۱۳۹۷ علی ربیعی وزیر وقت تعاون، کار و رفاه اجتماعی که به مدت پنج سال در این مسئولیت بود، برای سومین بار در کمتر از یک سال در مجلس شورای اسلامی استیضاح و برکنار شد. در روز یکشنبه ۴ شهریور ۱۳۹۷ نیز جلسه استیضاح مسعود کرباسیان وزیر امور اقتصاد و دارایی در صحن علنی مجلس برگزار شد که نمایندگان با ۱۳۷ رأی موافق، ۱۲۱ رأی مخالف و دو رأی ممتنع طرح استیضاح را تصویب کردند و به این ترتیب کرباسیان از سمت خود برکنار شد.

#### سؤال نمایندگان مجلس از رئیس‌جمهور
در روز چهارشنبه ۱۰ مرداد ۱۳۹۷ علی لاریجانی رئیس مجلس اعلام وصول سؤال ۸۰ نماینده از رئیس‌جمهور در پنج محور را قرائت کرد و گفت که رئیس‌جمهور موظف است طبق ماده ۲۱۳ آیین‌نامه حداکثر تا مدت یک ماه برای پاسخ به سوالات در مجلس حاضر شود. اینکه این پنج محور ذیل عناوین «عدم موفقیت دولت در کنترل قاچاق کالا و ارز»، «استمرار تحریم‌های بانکی»، «عدم اقدام شایستهٔ دولت دربارهٔ کاهش نرخ بیکاری»، «رکود اقتصادی شدید چند ساله» و «افزایش شتابان نرخ ارز خارجی و کاهش شدید ارزش پول ملی» مطرح شده بود. در پاسخ به اعلام وصول سؤال از رئیس‌جمهوری از سوی مجلس، روحانی روز یکشنبه ۱۴ مرداد در نامه‌ای به علی لاریجانی با بیان اینکه طرح سؤال از رئیس‌جمهور نه «در چارچوب قانون اساسی» است و نه «در زمان و شرایط مناسب کشور»، گفت که برای پاسخ به سؤال نمایندگان در زمان مقرر به مجلس خواهد رفت. همچنین حسینعلی امیری معاون پارلمانی رئیس‌جمهور با اشاره به «از حد نصاب افتادن امضاها» و شائبهٔ متقاضی‌شدن برخی نمایندگان انصراف‌دهنده، گفت که طرح سؤال از رئیس‌جمهور «غیرقانونی» است. ساعتی بعد از انتشار اظهارات امیری بهروز نعمتی سخنگوی هیئت‌رئیسه مجلس با اشاره به بررسی و بازشماری اسامی نمایندگان متقاضی سؤال از رئیس‌جمهوری و امضاهای آن‌ها، سؤال از رئیس‌جمهوری را «کاملاً شفاف و قانونی» دانسته و گفت که حد نصاب امضاها توسط رئیس مجلس احراز شده‌است. در نهایت در روز سه‌شنبه ششم شهریور جلسهٔ علنی مجلس شورای اسلامی به ریاست علی لاریجانی و با دستور سؤال از رئیس‌جمهور برگزار شد. سؤال ۸۲ نماینده از رئیس‌جمهور دربارهٔ پنج محور یادشده، مطرح شد. بعد از اظهارات نمایندگانِ سؤال‌کننده و پاسخ‌های رئیس‌جمهور پنج سؤال نمایندگان از رئیس‌جمهور در جلسهٔ علنی سه‌شنبه مجلس به رأی گذاشته شد که نمایندگان از پنج سؤال خود در مورد وضعیت اقتصادی و کاهش شدید ارزش ریال، تنها دربارهٔ پرسش مربوط به تحریم‌های بانکی قانع شدند و پاسخ‌های حسن روحانی، دربارهٔ چهار سؤال دیگر را قانع‌کننده ندانستند. پس از این جلسه مجتبی ذوالنور یکی از سؤال‌کنندگان از رئیس‌جمهور گفت که تعدادی از متقاضیان سؤال از رئیس‌جمهور جلسه‌ای با نمایندگان حقوق‌دان مجلس خواهند داشت تا بررسی شود که عملکرد رئیس‌جمهور در مورد چهار سؤالی که نمایندگان از پاسخ‌های روحانی به آن قانع نشدند، چگونه بوده‌است که اگر این عملکرد مبتنی بر نقض قانون باشد سؤال به قوهٔ قضاییه ارجاع می‌شود؛ و اگر نقض قانون صورت نگرفته باشد دلیلی برای ارجاع وجود ندارد. پس از سؤال از محمود احمدی‌نژاد در اسفند ۱۳۹۰ این دومین بار در تاریخ جمهوری اسلامی ایران بود، که رئیس‌جمهوری مورد سؤال مجلس شورای اسلامی قرار می‌گرفت.

#### حمله به رژهٔ نظامی در اهواز
حمله به رژهٔ نظامی در اهواز یک حملهٔ مسلحانه در ایران بود که در صبح روز شنبه ۳۱ شهریور ۱۳۹۷ در جریان مراسم رژهٔ نظامی نیروهای مسلح به مناسبت آغاز هفتهٔ دفاع مقدس در اهواز روی داد. این حمله چندین کشته و زخمی از نظامیان و مردم عادی به همراه داشت.

#### استعفای وزرا
در نیمه دوم سال ۱۳۹۷ و به دنبال تشدید معضل‌های اقتصادی و سیاست خارجی و نیز فشارهای داخلی نهادهای انتسابی در ایران، سه تن از وزیران کلیدی دولت یازدهم، یکی پس از دیگری استعفا دادند. اولین وزیر، عباس آخوندی، وزیر راه و شهرسازی بود که در ۲۸ مهر ۱۳۹۷ و پس از سه نوبت استیضاح ناموفق توسط مجلس شورای اسلامی، استعفا داده و استعفای وی در مدتی کوتاه از سوی حسن روحانی مورد پذیرش قرار گرفت. دومین استعفا از سوی سید حسن قاضی زاده هاشمی، وزیر بهداشت، درمان و آموزش پزشکی انجام شد. هاشمی در ۱۳ دی ۱۳۹۷ و به دنبال اختلاف با سازمان برنامه و بودجه بر سر بودجهٔ بهداشت و درمان سال ۱۳۹۸، از وزارت بهداشت دولت دوازدهم استعفا کرد. دولت در ابتدا از تلاش برای منصرف ساختن هاشمی خبر داد، اما در نهایت استعفای سید حسن قاضی‌زاده هاشمی نیز مورد پذیرش حسن روحانی قرار گرفته و یکی از موفق‌ترین وزرای دولت، از آن جدا شد. سومین استعفای وزرای دولت دوازدهم که غیرمنتظره‌ترین استعفا نیز محسوب می‌شد، استعفای محمدجواد ظریف، وزیر امور خارجه بود. ظریف در تاریخ ۷ اسفند ۱۳۹۷، و بنا بر اخبار غیررسمی به دنبال عدم دعوت شدن به جلسهٔ دیدار بشار اسد، رئیس‌جمهوری سوریه با رئیس‌جمهور و رهبر ایران، از سمت خود استعفا کرد. استعفای ظریف با واکنش منفی مجلس شورای اسلامی و دولت ایران مواجه گردیده و در نهایت، حسن روحانی، با آن مخالفت نمود و ظریف به وزارت خارجه بازگشت.

#### تحریم‌ها بعد از خروج آمریکا از برجام (سیاست فشار حداکثری)
در پی تلاش آمریکا برای خروج از برجام، ایالات متحده در روز ۸ می ۲۰۱۸ (۱۸ اردیبهشت ۱۳۹۷) رسماً از برجام خارج شد و پس از آن به دنبال ترس از تحریم‌ها و فشارهای آمریکا، پنجاه شرکت خارجی از ایران خارج شدند.در نهایت آمریکا روز ۵ نوامبر ۲۰۱۸ (دوشنبه ۱۴ آبان ۱۳۹۷) رسماً دور جدید تحریم‌های جمهوری اسلامی ایران را اعلام کرد،

#### تلاش برای استیضاح روحانی
در اسفند ماه ۱۳۹۷، اخباری مبنی بر تلاش تعدادی از نمایندگان مجلس شورای اسلامی به رهبری مجتبی ذوالنور، برای استیضاح حسن روحانی منتشر گردید. این طرح به امضای ۱۸ نمایندهٔ مجلس رسیده و در ۱۴ محور کلید خورده بود. نقدهای پیاپی امضاکنندگان به برجام و افزایش قیمت‌ها در محور طرح استیضاح قرار داشت و ۳ بند از ۱۴ محور طرح استیضاح به برجام اختصاص یافته بود. اسامی مجتبی ذوالنور، حسینعلی حاجی‌دلیگانی، جواد کریمی قدوسی، مجید ناصری نژاد، جبار کوچکی‌نژاد ارم ساداتی، عدل هاشمی پور، هاجر چنارانی، حسن نوروزی، ذبیح نیکفر، محمدرضا ملکشاهی راد، علی اکبر کریمی، هدایت الله خادمی، ضیاالله اعزازی ملکی، علی گلمرادی، ابوالفضل ابوترابی، یعقوب شیویاری و عبدالله سامری در پای طرح استیضاح رئیس‌جمهور دیده می‌شد. در نهایت در ۶ اسفند ۱۳۹۷، اخبار منتفی شدن استیضاح رئیس‌جمهور با توجه به پس گرفته شدن امضای استیضاح کنندگان، منتشر شد.

### سال ۱۳۹۸

#### غائلهٔ نفتکش‌ها و افزایش تنش با انگلستان
در ۱۳ تیر ۱۳۹۸ اخباری مبتنی بر توقیف نفت‌کش «گریس ۱» در منطقهٔ جبل الطارق توسط نیروی دریایی انگلستان منتشر شد. خبر نشان می‌داد این نفت‌کش متعلق به یک شرکت روسی است که نفت ایران را حمل می‌کرده‌است. طبق ادعای انگلستان این نفت‌کش قصد داشته دو میلیون بشکه از نفت ایران را به پالایشگاه‌های سوریه برساند. این توقیف مورد اعتراض دولت روحانی قرار گرفت. در ۲۸ تیر ۱۳۹۸، یک فروند نفتکش انگلیسی با نام استنا ایمپرو (stena impero) هنگام عبور از تنگهٔ هرمز به علت رعایت نکردن قوانین و مقررات بین‌المللی دریایی بنا به درخواست سازمان بندرها و دریانوردی استان هرمزگان، توسط یگان شناوری منطقهٔ یکم نیروی دریایی سپاه توقیف شد. به فاصلهٔ زمانی کوتاهی دومین نفتکش انگلیسی نیز توسط ایران توقیف شد. اتفاقات مذکور، تنش فی‌مابین ایران و انگلستان را افزایش داده، زمینهٔ برخی نگرانی‌ها را در این رابطه فراهم نمود.

#### حمله به تأسیسات نفتی آرامکو
حمله به تأسیسات نفتی آرامکو، حمله‌ای بود که در ۱۴ سپتامبر ۲۰۱۹ تأسیسات تولید نفت آرامکو سعودی در بقیق و خریص در شرق عربستان سعودی را هدف قرار داد. جنبش انصارالله یمن مسئولیت این حمله را بر عهده گرفت و آن را حمله‌ای پهپادی نامید. از سویی ایالات متحده، جمهوری اسلامی ایران را مسئول این حملات قلمداد نمود که ایران این اتهام را رد کرد. سخنگوی نیروی هوایی ارتش یمن نیز اظهارات دربارهٔ مداخله ایران یا عراق در این حمله را قویا رد کرد.
حسن روحانی ضمن رد کردن اتهام آمریکا، حمله به تأسیسات نفتی عربستان سعودی را «حملهٔ متقابل و مشروع یمنی‌ها» دانست و گفت که کار یمنی‌ها «دفاع مشروع از خودشان و به عبارتی حملهٔ متقابل است» وی این مسئله را نشئت گرفته از مداخلهٔ عربستان در جنگ یمن عنوان کرد.

#### سهمیه‌بندی و گران‌شدن بنزین و اعتراضات سراسری
در ساعات اولیهٔ ۲۴ آبان ۱۳۹۸، دولت روحانی اعلام کرد که با تصویب سران سه قوه، قیمت بنزین سه‌برابر شده و بنزین مجدداً به‌صورت سهمیه‌بندی‌شده عرضه خواهد شد. با اعلام این افزایش قیمت، در ۲۵ آبان ۱۳۹۸، یعنی دومین روز اجرایی شدن این مصوبه، اعتراضات سراسری در شهرهای مختلف ایران نسبت به آن شکل گرفت.
ساعاتی بعد از اعلام نرخ جدید، حسن روحانی دلیل این افزایش را تقسیم درآمد حاصله بین شصت میلیون ایرانی عنوان کرد و گفت «ریالی از این پول به خزانه نخواهد رفت». او تلاش دولت برای جبران کسری بودجه از محل افزایش قیمت بنزین را تکذیب کرد و گفت این تصمیم به نفع مردم و قشر تحت فشار جامعه است. جمشید پژویان اقتصاددان، ادعای دولت ایران مبنی بر اینکه درآمد حاصل از افزایش قیمت بنزین، صرف قشر کم‌درآمد جامعه شود را شبیه شوخی دانست.
حسن روحانی یکی از دو مسئول و آمر اصلی کشتار شهروندان معترض به افزایش قیمت بنزین به‌شمار می‌رود، چون او هم رئیس شورای عالی امنیت ملی است، هم مقام مافوق وزیر کشور در شورای عالی امنیت ملی و هیئت وزیران و دستور شلیک به معترضان در هر صورت توسط یکی از این نهادها داده شده‌است. وی طبق ماده ۱۷۶ قانون اساسی، رئیس شورای عالی امنیت ملی و زیر مجموعهٔ آن شورای امنیت کشور است، این دو نهاد حکومتی بر اساس قانون، وظیفهٔ مقابله با اعتراضات ضدحکومتی در وضعیت بحرانی را به‌عهده دارند و تصمیم می‌گیرند در مقابله با اعتراضات، از نیروی انتظامی، بسیج، سپاه و … و با چه سلاح‌ها و تجهیزاتی برای سرکوب استفاده کنند. از این رو در اعتراضات اخیر تصمیم قطع اینترنت را شورای امنیت کشور به ریاست وزیر کشور گرفت.
حسن روحانی، در سخنرانی ۶ آذر ۱۳۹۸ خود در حالی که می‌خندید اعلام کرد که «من هم مثل همهٔ مردم ایران مطلع شدم که صبح جمعه قیمت بنزین تغییر کرده‌است». وی بیان کرد که گرانی بنزین، جلوی نیاز به واردات بنزین را گرفته‌است. روحانی با اشاره به این که طرح گران شدن بنزین از سال ۱۳۹۵ مطرح بوده‌است، هدف از اجرای این طرح را «کمک به مردم» خواند. در شهریور ۱۳۹۹، حسین ذوالفقاری، معاون امنیتی انتظامی وزارت کشور، ادعای حسن روحانی را مبنی بر بی‌اطلاعی از افزایش قیمت بنزین را رد کرد و گفت: «آن‌ها که گفتند تا روز جمعه نمی‌دانستیم، مستنداتش وجود دارد که چه ساعت و چه روزی و توسط چه کسی به آنها گفته شده‌است.» او اضافه کرد که دولت روحانی قصد داشت به همراه بنزین، گازوئیل را نیز گران و سهمیه‌بندی کند ولی با مخالفت همکارانش مواجه شد.

#### ترور قاسم سلیمانی و افزایش تنش با آمریکا
در ساعات اولیهٔ ۱۳ دی ۱۳۹۸، قاسم سلیمانی، فرماندهٔ نیروی قدس سپاه پاسداران انقلاب اسلامی همراه با نه تن دیگر از اعضای سپاه قدس و حشد الشعبی در حملهٔ هوایی ایالات متحده به فرودگاه بین‌المللی بغداد کشته شدند. ترور قاسم سلیمانی، خیلی سریع به ترند خبرگزاری‌های بین‌المللی تبدیل شد و زمینهٔ نگرانی‌های بین‌المللی دربارهٔ افزایش تنش‌های فی‌مابین ایران و ایالات متحده را فراهم ساخت. وزارت امور خارجهٔ ایالات متحدهٔ آمریکا دلیل این حمله را انتقام از کشته‌شده‌های خود و جلوگیری از هدف قرار دادن نیروهای آمریکایی توسط قاسم سلیمانی اعلام کرد.
حسن روحانی، در واکنش به کشته شدن قاسم سلیمانی در پیامی نوشت: «بی‌تردید انتقام این جنایت هولناک را ملت بزرگ ایران و دیگر ملت‌های آزادهٔ منطقه، از آمریکای جنایتکار خواهند گرفت». روحانی نوشت که کشتن قاسم سلیمانی نشانهٔ «سرخوردگی و عجز و ناتوانی آمریکا در منطقه» است و این اقدام را «زیر پا گذاشتن تمام اصول و قواعد انسانی و حقوق بین‌الملل» خواند.

#### گام نهایی کاهش تعهدات برجامی
در شبانگاه ۱۵ دی ۱۳۹۸، و دو روز پس از ترور قاسم سلیمانی در عملیات آذرخش کبود توسط نیروهای آمریکایی، دولت حسن روحانی طی بیانیه‌ای، گام پنجم و نهایی کاهش تعهدات ایران در برجام را در پاسخ به بدعهدی اروپا در پایبندی به تعهداتش، اعلام کرد. مطابق این بیانیه، جمهوری اسلامی ایران دیگر با هیچ محدودیتی در حوزهٔ عملیاتی (شامل ظرفیت غنی‌سازی، درصد غنی‌سازی، میزان مواد غنی‌شده، و تحقیق و توسعه) مواجه نیست. بر اساس این بیانیه در گام پنجم کاهش تعهدات، جمهوری اسلامی، آخرین مورد کلیدی از محدودیت‌های عملیاتی ایران در برجام، یعنی «محدودیت در تعداد سانتریفیوژها» را کنار می‌گذارد. برخی از مفسران سیاسی، این اقدام را به منزلهٔ پایان برجام تلقی کردند.

#### حمله ایران بر پایگاه‌های هوایی آمریکا در عراق
در ساعات اولیه ۱۸ دی ۱۳۹۸ ایران عملیاتی با نام شهید سلیمانی با پرتاب ده‌ها موشک بالستیک از کرمانشاه به سمت پایگاه عین‌الاسد آمریکا در استان انبار عراق آغاز نمود. جمهوری اسلامی ایران با این حمله به عملی نمودن تهدیدهای خود مبنی بر انتقام خون قاسم سلیمانی اقدام کرد.
حسن روحانی، در جلسهٔ هیئت دولت خطاب به آمریکا تصریح کرد: «دست سلیمانی را از بدن قطع کردید پایتان از منطقه قطع خواهد شد.»

#### سقوط پرواز شمارهٔ ۷۵۲ هواپیمایی بین‌المللی اوکراین
چند ساعت پس از حملات سپاه پاسداران به پایگاه‌های نظامی آمریکا در پی خون‌خواهی از قاسم سلیمانی در ۱۸ دی ۱۳۹۸، پرواز مسافر بری شمارهٔ ۷۵۲ هواپیمایی بین‌المللی اوکراین متعلق به هواپیمایی بین‌المللی اوکراین از مبدأ تهران به مقصد کی‌یف هدف شلیک پدافند هوایی سپاه پاسداران قرار گرفته و سقوط کرد. این هواپیما در تاریخ ۱۸ دی ۱۳۹۸ (۸ ژانویه ۲۰۲۰) ساعت ۶:۱۹ صبح اندکی پس از برخاستن از فرودگاه امام خمینی مورد اصابت سامانهٔ موشکی تور قرار گرفت و کمی بعد در حوالی پرند سقوط کرد. همهٔ ۱۷۶ سرنشین این پرواز جان باختند. با وجود تکذیب‌های متوالی از سوی ایران، در نهایت در تاریخ ۲۱ دی ۱۳۹۸، شلیک موشک به پرواز ۷۵۲ توسط ستاد کل نیروهای مسلح ایران تأیید شد. دلیل شلیک موشک به این هواپیمای مسافربری، در اطلاعیه ستاد کل نیروهای مسلح، «خطای انسانی غیرعمد» اعلام شده‌است.
تعداد دقیق سرنشینان این هواپیما ۱۷۶ نفر بود که از این تعداد ۱۶۷ مسافر و ۹ خدمهٔ پروازی بوده‌اند. بیشتر مسافران این پرواز (۱۴۰ نفر) ایرانی بودند، با این حال برخی از اتباع خارجی نیز در این پرواز حضور داشتند. پس از آن مقامات تأیید کردند که حداقل ۱۳۹ نفر در این هواپیما، ایرانی بوده‌اند که بیشتر آن‌ها پس از تعطیلات زمستانی از طریق اوکراین به کانادا بازمی‌گشتند.
حسن روحانی در نخستین اظهار نظر رسمی، برخلاف آنچه که فرمانده‌های سپاه پاسداران اشتباه فردی اعلام کردند، تأکید کرد که در این داستان سقوط هواپیما، فقط یک فرد نمی‌تواند مقصر باشد و فقط کسی که شاسی را فشار داده مقصر نیست، دیگرانی هم هستند. او همچنین اضافه کرد که علاقه‌مند است که این مسئله با صداقت برای مردم بیان شود.
حسن روحانی، در پی تأیید شلیک به هواپیما از سوی نیروهای ایرانی، بیانیه‌ای صادر کرده و اعلام کرد که «جمهوری اسلامی ایران از این اشتباه فاجعه‌بار بسیار متأسف است». وی در بیانیه‌اش «از سوی جمهوری اسلامی ایران»، به خانواده‌های قربانیان تسلیت گفت. روحانی همچنین خواستار تحقیقات بیشتر در خصوص علل رخ دادن حادثه شد.

#### شیوع کروناویروس (کووید ۱۹) در ایران
در پی بحران دنیاگیری بیماری کروناویروس در نقاط مختلف جهان، شیوع کروناویروس در ایران به صورت رسمی در ۲۹ بهمن ۱۳۹۸ تأیید شد. روز چهارشنبه ۱۴ اسفند، حسن روحانی، رئیس‌جمهور ایران گفت، شیوع ویروس جدید کرونا تقریباً تمامی استان‌های کشور را دربرگرفته است. ایران، خیلی سریع در ردهٔ کشورهای دارای بالاترین میزان شیوع کووید ۱۹ قرار گرفت و فعالیت‌های مراکز آموزشی نظیر دانشگاه‌ها و مدارس و همچنین اماکن فرهنگی، مذهبی و ورزشی را به تعطیلی کشاند. عواقب بهداشتی، اقتصادی، اجتماعی، سیاسی و فرهنگی شیوع این بیماری در نوروز ۱۳۹۹ و ماه‌های آغازین سال جدید مشکلات فراوانی در ایران ایجاد کرده‌است.
حسن روحانی در ۲۸ اسفند ۹۸ در دفاع از عملکردش در قبال جلوگیری از ویروس کرونا در همان شروع شیوع این ویروس در قم مدعی شده‌است که «ما با مردم صادقانه حرف زدیم» ولی یک مقام وزارت بهداشت اعلام کرد که موارد شیوع ویروس کرونا در همان زمان آنفلوانزا اعلام شده و نمایندگان مجلس شورای اسلامی نیز عملکرد دولت روحانی در زمینهٔ اطلاع‌رسانی را به‌شدت زیر سؤال برده‌اند و معاون وزیر بهداشت نیز در یک بیان کوتاه به ورود ویروس کرونا و عدم قطع پروازهای چین اعتراف کرد.

#### انتخابات یازدهمین دورهٔ مجلس شورای اسلامی
در ۲ اسفند ۱۳۹۸، انتخابات یازدهمین دورهٔ مجلس شورای اسلامی و میان‌دوره‌ای مجلس خبرگان رهبری در سراسر ایران برگزار شد. در این دوره، با ۴۲٫۵۷ درصد، کم‌ترین میزان مشارکت در یازده دورهٔ انتخابات مجلس شورای اسلامی رقم خورد. بر اساس نتایج دور اول انتخابات مجلس یازدهم، اکثریت مطلق کرسی‌های این مجلس در اختیار اصولگرایان قرار گرفت و فهرست سی نفرهٔ ائتلاف اصولگرایان در حوزهٔ انتخابی تهران، بی‌کم‌وکاست توانست به مجلس راه یابد.
روحانی در جریان برگزاری این انتخابات، چندین بار نسبت به رد صلاحیت گستردهٔ داوطلبان حضور در انتخابات توسط شورای نگهبان واکنش نشان داد و بررسی صلاحیت نامزدان انتخابات مجلس توسط شورای نگهبان را جناحی خواند و نسبت به پیامد آن هشدار داد. این درحالی بود که عباسعلی کدخدایی، سخنگوی شورای نگهبان دربارهٔ رد صلاحیت‌ها گفته بود صلاحیت ۹۰ نمایندهٔ کنونی مجلس رد شد و علت اغلب موارد تخلف مالی بوده‌است. حسن روحانی در نشست روز چهارشنبه هیئت دولت در ۲۵ دی ۱۳۹۸ بدون نام بردن از شورای نگهبان خاطر نشان کرد که با رد صلاحیت‌های گسترده، جلوی مشارکت «همهٔ احزاب و گروه‌ها» در انتخابات گرفته می‌شود. او افزود: «با یک جناح نمی‌شود کشور را اداره کرد.» به گزارش خبرگزاری ایرنا رئیس دولت دوازدهم گفت: «به مردم نگوییم که در برابر یک صندلی مجلس ۱۷ نفر، ۱۷۰ نفر، هزار و ۷۰۰ نفر، نامزد هستند. از چند جناح هزار و ۷۰۰ نفر، و ۱۷ نفر از چند جناح هستند، آیا از یک جناح هستند؟»
این اشاره به سخنان سه روز پیشتر عباسعلی کدخدایی، سخنگوی شورای نگهبان بود که گفته بود از میان ثبت‌نام‌کنندگان صلاحیت بیش از پنج هزار نفر تأیید شده و در حال حاضر برای هر کرسی مجلس بیش از ۱۷ نفر در رقابت‌های انتخاباتی شرکت می‌کنند. روحانی در نشست هیئت دولت و در پاسخ به کدخدایی گفت: «این‌گونه که انتخابات نیست. مانند این است که در یک مغازه‌ای از یک جنسی، دو هزار تا بگذارید و بگویید که تنوع است. این یک جنس است. آن‌طرف چی؟»
او هشدار داد که با این روش «یک جناح و یک جمعیت بزرگ» به مخالف تبدیل می‌شوند و تأکید کرد که مردم خواستار تنوع هستند. کدخدایی در یک پیام توئیتری سخنان حسن روحانی دربارهٔ حذف یک جناح را به «عدم تأیید بستگان» او نسبت داد و رئیس‌جمهوری را متهم کرد که با این اظهارات پیشگام «پروژهٔ ضدملی» جنجال «برای تأیید افراد فاقد صلاحیت» شده‌است.
از میان نمایندگان دورهٔ دهم مجلس، ۲۴۷ نفر برای نامزدی در مجلس یازدهم ثبت‌نام کردند و به گفتهٔ کدخدایی از این تعداد صلاحیت حدود ۹۰ نفر رد شد که «بیشتر آن‌ها به دلیل سوءاستفادهٔ مالی و اقتصادی» بوده‌است.
با وجود این انتقادها نسبت به رد صلاحیت‌ها، روحانی مردم ایران را به حضور گسترده در این انتخابات دعوت کرد.

### سال ۱۳۹۹

#### انفجار نطنز
حادثهٔ نطنز انفجار یا آتش‌سوزی بود که پنج‌شنبه ۱۲ تیر ۱۳۹۹ (به وقت محلی در ساعتِ یک شب) در تأسیسات هسته‌ای نطنز رخ داد. به نوشتهٔ روزنامهٔ نیویورک تایمز، این رخداد برنامهٔ هسته‌ای ایران را تا دو سال با تأخیر مواجه می‌کند. بسیاری از مسئولان جمهوری اسلامی این انفجار را کار اسرائیل دانستند.

#### برنامهٔ ۲۵ سالهٔ ایران و چین
طبق نظرات حسن روحانی، این همکاری، زمینه‌ای برای مشارکت ایران و چین در پروژه‌های اساسی و زیرساخت‌های توسعه‌ای از جمله طرح بزرگ «یک کمربند یک راه» است و آن را فرصتی برای جلب سرمایه‌گذاری در حوزه‌های اقتصادی از جمله صنعت، گردشگری، فناوری اطلاعات و ارتباطات بیان کرد. این در حالی است که بسیاری از سوی گروهای مخالف حکومت از آن با نام «قرارداد ترکمنچای» یاد کردند و عده‌ای آن را ناقض اصل ۷۷ قانون اساسی می‌دانند. همچنین تعدادی از نمایندگان مجلس از ابعاد «پنهان» این قرارداد ابراز نگرانی کرده‌اند.

#### مراسم عزاداری محرم در دوران گستردگی شیوع کرونا
حسن روحانی روز شنبه ۱۱ مرداد تأکید کرد که ممکن است به خاطر رعایت پروتکل‌های بهداشتی نحوهٔ عزاداری «متفاوت» باشد ولی سوگواری‌های ماه محرم باید در تمام شهرها حتی در مناطقی که وضعیت قرمز دارند، «با عظمت و شکوه» برگزار شود. این در حالی است که مسئولان وزارت بهداشت، اوج گرفتن دوبارهٔ شیوع کرونا را تأکید کرده‌اند.
بر اثر ابتلا به کووید ۱۹ میزان مرگ و میر در ایران در ماه محرم، ۳رقمی شد. با این وجود حسن روحانی برگزاری مراسم عزاداری در محرم را به‌دلیل آمار مبتلایان و کاهش آن در چند استان را افتخارآمیز اعلام کرد، به گفتهٔ کارشناسان نتیجه هر سیاستی در قبال کووید ۱۹ چندین هفته پس از آن مشخص می‌شود.

#### بازگشایی مدارس در دوران شیوع کرونا

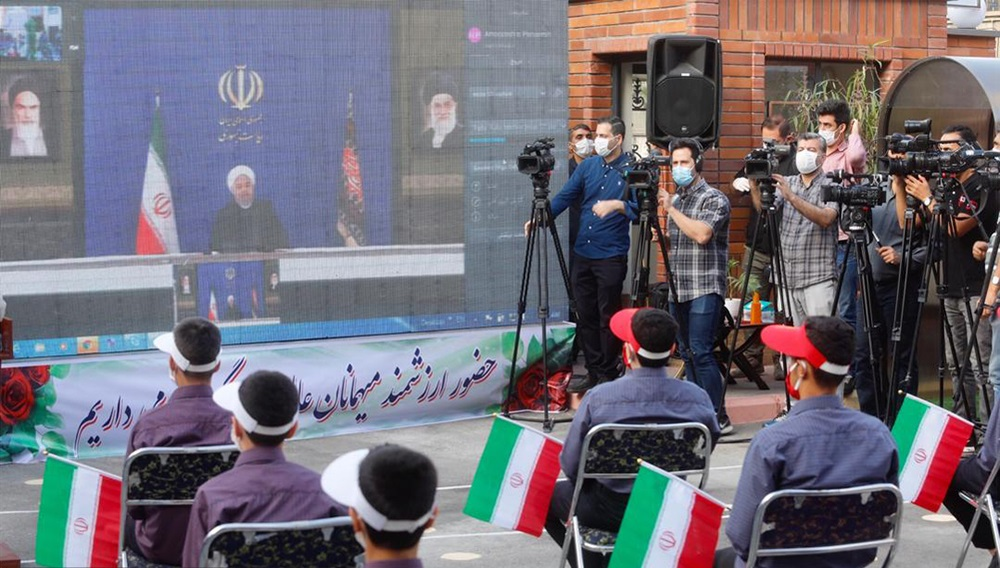
شروع حضوری سال تحصیلی جدید در حالیکه حسن روحانی بصورت غیرحضوری از دفتر کارش مراسم را برگزار می‌کند.

رئیس سازمان نظام پزشکی ایران تصمیم به بازگشایی مدارس را مخاطره‌آمیز خواند. با این وجود حسن روحانی برخلاف هر ساله که در شروع بازگشایی مدارس به‌صورت نمادین با حضور در یکی از مدارس و با به صدا درآوردن زنگ شروع سال، شرکت می‌کرد، در سال ۱۳۹۹ و به‌دلیل دنیاگیری کووید-۱۹ در ایران به‌صورت ویدئویی در این مراسم شرکت کرد. شروع سال تحصیلی و آغاز آموزش حضوری در مدارس ایران همزمان با ادامه شیوع کووید ۱۹، باعث انتقادهای فراوانی شد.

#### مقایسهٔ اقتصاد آلمان و ایران
حسن روحانی، در ۱۲ مهر ۱۳۹۹ طی جلسه ستاد ملی مقابله با کرونا گفت: «وضع اقتصاد ما از آلمان بهتر است». روزنامهٔ جهان صنعت این سخنان را «توهین به شعور مردم» خواند و روزنامهٔ اعتماد این سخنان را «عجیب» توصیف کرد. روزنامهٔ آفتاب یزد نیز گفت «رئیس دولت تدبیر» هنوز نمی‌داند ایران و آلمان در اقتصاد، «فاصله‌ای کهکشانی» دارند و نوشت «از ۵۰۰ شرکت بزرگ سراسر جهان ۳۷ شرکت آلمانی هستند و اقتصاد آلمان پس از آمریکا، چین و ژاپن چهارمین اقتصاد قدرتمند جهان با تولید ناخالص داخلی چهار تریلیون دلار است.». مرتضی افقه، اقتصاددان، به روزنامهٔ یزد گفت: «کسانی که چنین مطلبی را ارائه می‌کنند موجب تمسخر مردم می‌شوند» و «اکنون دیگر عصر و عهد «بوق» نیست که تنها عدهٔ کمی سواد داشته باشند الان دیگر حتی یک بچه کوچک هم با شنیدن این صحبت‌ها خنده‌اش می‌گیرد.».

#### ترور محسن فخری‌زاده
محسن فخری‌زاده، معاون وزیر دفاع جمهوری اسلامی ایران و سردار سپاه پاسداران انقلاب اسلامی بود. او در حالی‌که ریاست سازمان پژوهش‌های نوین دفاعی را برعهده داشت، در ۷ آذر ۱۳۹۹ ترور شد و در پی شدت جراحات در بیمارستان جان باخت. به نوشتهٔ رسانه‌های غربی، او مسئول اصلی برنامهٔ هسته‌ای ایران بود و بنیامین نتانیاهو، نخست‌وزیر اسرائیل، محسن فخری‌زاده را به عنوان مدیر پروژهٔ آماد معرفی کرده و اشاره کرده بود که او به عنوان رئیس سازمان پژوهش‌های نوین دفاعی (سپند) بسیاری از چهره‌های کلیدی برنامهٔ هسته‌ای ایران را در مجموعهٔ خود داشته‌است. حسن روحانی ترور او را محکوم کرد. به نوشتهٔ خبرگزاری ایرنا در روز ۱۹ بهمن ۹۴ در جریان مراسمی جهت «قدرشناسی از افتخارآفرینان برجام» در بیرون از سالن و دور از دید رسانه‌ها، حسن روحانی به محسن فخری‌زاده نشان خدمت داد. به دلیل رعایت حیطه‌بندی حفاظتی و امنیتی مربوط به فخری‌زاده، عکس و فیلمی از او در مراسم منتشر نشد.

#### توقیف کشتی نفت‌کش کرهٔ جنوبی
در روز ۱۵ دی ۱۳۹۹، نیروی دریایی سپاه پاسداران یک کشتی نفت‌کش متعلق به شرکتی در کرهٔ جنوبی (HANKUK CHEMI) و خدمهٔ آن را توقیف کرد. جمهوری اسلامی علت توقیف را «آلودگی زیست‌محیطی» خواند و خواستار پرداخت غرامت توسط کرهٔ جنوبی شد. این توقیف در آستانهٔ سفر معاون وزارت خارجه کرهٔ جنوبی به ایران جهت مذاکره برای آزادسازی ۸ میلیار دلار پول ایران در بانک‌های کره بود که به‌خاطر تحریم‌های آمریکا، کرهٔ جنوبی اجازهٔ انتقال پول به ایران را ندارد. پس از توقیف کرهٔ جنوبی یک یگان مقابله با دزدی دریایی فرستاد تا با ائتلافی به رهبری آمریکا مشارکت کند. ایالات متحده این توقیف را «تلاش آشکار آن برای اخاذی از جامعهٔ بین‌المللی در راستای کاهش فشار تحریم‌ها» نامید و گفت که این عمل «حقوق و آزادی تردد دریایی در خلیج فارس را تهدید می‌کند.» آمریکا به همراه کرهٔ جنوبی خواستار آزادی فوری کشتی و خدمهٔ آن شد.
کرهٔ جنوبی از مشتریان ثابت نفت ایران بود ولی بعد از اعمال تحریم علیه صنعت انرژی و بانک‌داری ایران در سال ۲۰۱۹ پول ایران در بانک‌های کرهٔ جنوبی مسدود شد. برخی رسانه‌ها معتقدند این عمل به‌خاطر فشار بر کرهٔ جنوبی جهت انتقال این پول‌ها به ایران است و «محیط زیست» فقط یک بهانه است.
وزارت دفاع کرهٔ جنوبی اعلام کرد که یک ناوشکن نیروی دریایی به اسم چو یئونگ را به خلیج فارس فرستاده‌است. این ناوشکن برای یک مأموریت علیه دزدان دریایی در منطقه اعزام شده‌است.

#### شکایت از صدا و سیما
در بهمن ۱۳۹۹، احمد جهان‌بزرگی یک روحانی شیعه در «برنامهٔ زاویه» شبکه چهار صدا و سیما، بدون نام بردن از حسن روحانی، گفت:
«مسئولی که می‌نشیند تو خونه‌اش و شاید پای منقل هم باشه، سر نمی‌زنه به این طرف و آن طرف که ببیند کجای مملکت چه می‌گذره؟ حتی وزرایش نمی‌توانند با او تماس بگیرند و از او مشورت بگیرند. این مسئول است؟»... «مسئولین در جمهوری اسلامی خیلی خیانت کرده‌اند»... «یک وزیر سابق گفته بود سمت من به دلیل یک لیوان شیر خری است که در کودکی خوردم. خیلی از مسئولان در جمهوری اسلامی هر وقت مسئولیت می‌گیرند یک لیوان شیر خر می‌خورند.».
تعدادی از وزرا و اعضای کابینه دولت روحانی از جمله محمود واعظی، عباس صالحی، علی ربیعی، علیرضا معزی، حسام الدین آشنا این اظهارات را «اهانت» به رئیس‌جمهور و اعضای هیئت دولت تلقی کردند. معاونت حقوقی ریاست جمهوری اعلام کرد که از این سازمان و کلیهٔ عوامل پخش این برنامه، شکایت خواهد کرد.

#### شعار علیه روحانی
در ۲۲ بهمن ۱۳۹۹ مصادف با سالگرد انقلاب ۱۳۵۷، در اصفهان یک گروه موتورسوار که پرچم‌های حزب‌الله لبنان به همراه پرچم سپاه پاسداران و جمهوری اسلامی ایران را در دست داشتند، شعار «مرگ بر روحانی» سر دادند. دولت در بیانه‌ای گفت در سال‌های تحریم و جنگ اقتصادی، دولت «صبورانه سکوت کرده» و «روایت تحریم» را نگفته اما هشدار داد که «هر صبری پایانی دارد» و دولت، این حادثه را «برای اعادهٔ حق» پیگیری می‌کند. دادستان اصفهان هم دستور شناسایی «عاملان و محرکین» را داد.

### سال ۱۴۰۰

#### حادثهٔ نطنز
حادثهٔ ۱۴۰۰ نطنز در ۲۱ فروردین ۱۴۰۰ در مرکز غنی‌سازی اورانیوم نطنز رخ داد که بخشی از آن در عمق زمین واقع‌شده و یکی از چندین تأسیسات هسته‌ای ایران است که تحت نظارت بازرسان آژانس بین‌المللی انرژی اتمی قرار دارد. یک روز پس از اعلام راه‌اندازی دوبارهٔ «مرکز مونتاژ سانتریفیوژهای پیشرفته» نطنز، دولت ایران تأیید کرد که «حادثه‌ای در بخشی از شبکهٔ توزیع برق تأسیسات غنی‌سازی نطنز» رخ داده‌است. روز ۱۲ تیرماه سال ۱۳۹۹ نیز در تأسیسات نطنز وقوع یک انفجار، به تخریب گستردهٔ «مرکز مونتاژ سانتریفیوژ ایران» منجر شد. تا کنون کسی عهده‌دار این عملیات خرابکارانه نشده‌است.

### زیان مالی مردم در بورس
بر پایهٔ برخی از منابع، مردم ایران در بورس، ۷۰ میلیارد دلار ضرر کردند و سید علی خامنه‌ای و حسن روحانی، مردم را برای سرمایه‌گذاری در بورس، تشویق کردند.